# Église Saint-Rémy de Barbery
L'église Saint-Rémy de Barbery est une église catholique paroissiale située à Barbery (Oise), en France. C'est un petit édifice à nef unique, d'une facture un peu rustique, qui date pour l'essentiel du milieu du XIIe siècle, pour la nef, et du milieu du XVIe siècle, pour les parties orientales. Les deux premières travées de la nef ont été remaniées à l'époque moderne, et ont perdu leur intérêt, mais la troisième travée conserve une voûte d'ogives d'origine, et correspond à la base de l'ancien clocher, et en même temps à la première travée de l'ancien chœur. Vers le milieu du XVIe siècle, sa seconde travée a été remplacée par un petit transept et une abside à cinq pans, et l'église de Barbery offre ainsi l'un des rares exemples d'une église rurale avec transept de cette époque. Le style est gothique flamboyant, mais les influences de la Renaissance se manifeste à travers le retour vers l'arc en plein cintre. Le chevet se distingue par l'importance de ses surfaces vitrées. L'église Saint-Rémy a été inscrite aux monuments historiques par arrêté du 24 janvier 1978. Elle est aujourd'hui affiliée à la paroisse Saint-Rieul de Senlis, et les messes dominicales y sont généralement célébrées le premier dimanche du mois à 11 h 15.

## Localisation
L'église est située en France, en région Hauts-de-France et dans le département de l'Oise, dans le Parc naturel régional Oise-Pays de France, près de Senlis, sur la commune de Barbery, au nord de la fourchette rue du Général-Taupin (RD 134) / rue du Général-Patton. La rue du Général-Taupin est le principal axe de communication du village. Depuis le sud, elle arrive en face de l'élévation méridionale de l'église, où l'on trouve une croix hosannière au milieu d'un petit parking, puis passe entre le chevet de l'église et le pignon de la mairie. La rue du Général-Patton passe devant la façade occidentale, qui est en partie dissimulée par un grand arbre. L'église est donc dégagé d'autres bâtiments au sud, à l'est et à l'ouest, mais la mairie à l'est et l'arbre sur le parvis ne permettent pas d'apprécier le chevet et la façade dans leur ensemble, en prenant du recul. L'élévation septentrionale n'est séparée des maisons voisines que par une étroite ruelle.

## Historique

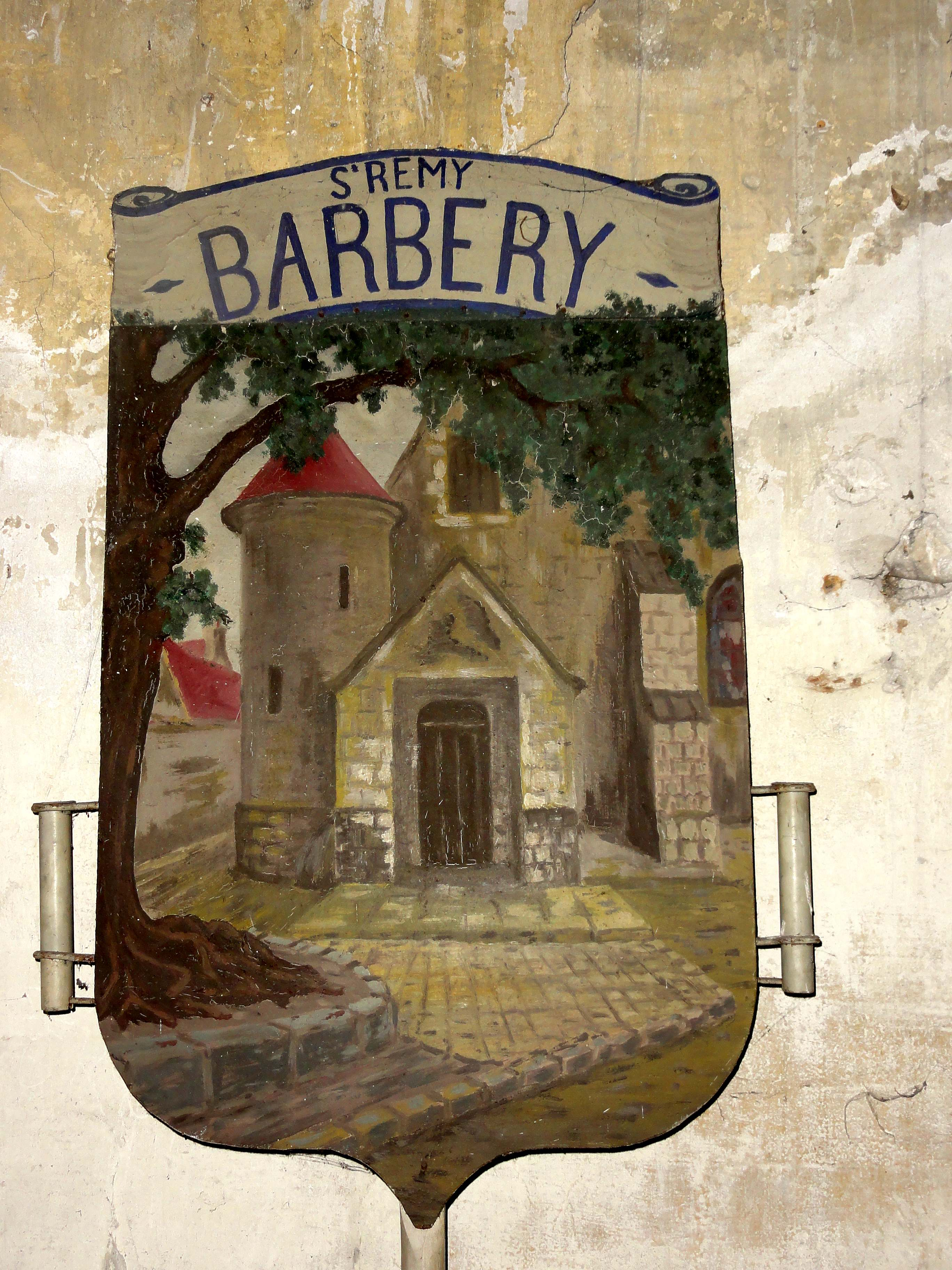
Emblème de la paroisse.

L'église est dédiée à saint Remi de Reims. Sa date de fondation est inconnue. Le village n'est pas mentionné dans les chartes avant 1060. Le collateur de la cure était l'évêque de Senlis. Sous tout l'Ancien Régime, la paroisse relève du doyenné et du diocèse de Senlis,. La plus ancienne partie de l'église actuelle est la troisième travée de la nef, qui correspond à la première travée de l'ancien chœur, et en même temps, à la base de l'ancien clocher. Dominique Vermand date cette travée des années 1160. La nef n'est guère plus récente, comme le montrent trois contreforts du milieu du XIIe siècle au sud, et un contrefort analogue en façade. Cependant, toutes les fenêtres ont été repercées au XVIIIe ou au XIXe siècle, le portail a été refait, et le plafond plat est également moderne, ce qui amène Louis Graves à penser que la nef soit moderne. Après son achèvement, l'église de style gothique primitif était certainement à nef unique, et devait ressembler à l'église voisine de Villeneuve-sur-Verberie, si la seconde travée du chœur se terminait par un chevet plat, ou à l'église de Saint-Vaast-de-Longmont, si le chevet était en hémicycle. La seconde travée du chœur roman est remplacée par un petit transept et une abside à pans coupés au deuxième ou troisième quart du XVIe siècle, dans un style qui hésite entre gothique flamboyant et Renaissance. Cette reconstruction et agrandissement justifie une nouvelle dédicace par Guillaume IV Rose, évêque de Senlis et célèbre meneur de la ligue, le 18 mai 1568,.

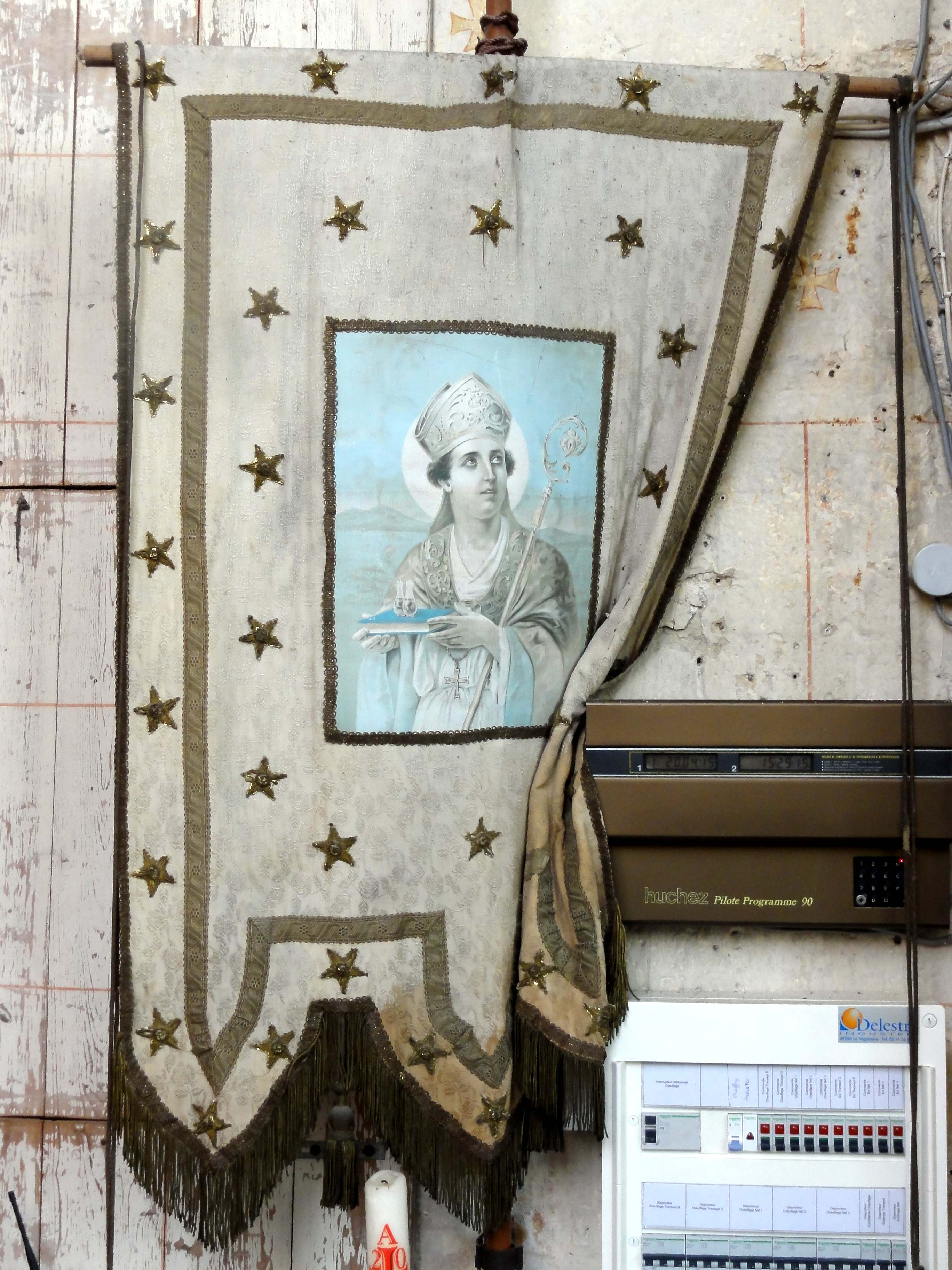
Bannière de procession.

Sous la Révolution française, le diocèse de Senlis est supprimé. L'ensemble des paroisses du département de l'Oise est rattaché au diocèse de Beauvais. Le Concordat de 1801 apporte l'intégration de l'Oise dans le diocèse d'Amiens, situation qui perdure jusqu'au rétablissement du diocèse de Beauvais en 1822. Depuis, Barbery en fait partie. En 1841, Louis Graves qualifie l'église Saint-Rémy de chapelle de secours dépendant de Rully. Selon une inscription sous la voûte du croisillon nord, une restauration a été effectuée en 1893, et le décor en faux-appareil est susceptible de dater de cette époque. L'unique verrière polychrome ancien de l'église, une verrière ornementale au sud de l'abside, a été offerte par M. Boucher-Heurlier en la même année, selon l'inscription qui se lit en bas de la lancette de droite. L'observation d'Eugène Müller, qui écrit en 1894 que « l'édifice a été récemment restauré et décoré par la générosité pieuse de plusieurs notables », vise sans doute ces aménagements, et un renouvellement partiel du mobilier. Le carrelage en damier du sanctuaire est déjà mentionné par Louis Graves, et doit donc être plus ancien,. Au cours du XXe siècle, les paroisses de Barbery et Mont-l'Évêque sont définitivement réunies au secteur paroissial de Chamant. L'église est inscrite aux monuments historiques par arrêté du 24 janvier 1978. Parmi le mobilier de l'église, aucun élément n'est classé monument historique au titre objet. En 1996, la création de quarante-cinq nouvelles paroisses à l'échelle du diocèse en fait une communauté au sein de la nouvelle paroisse Saint-Rieul de Senlis. C'est une très grande paroisse qui regroupe l'ancienne ville épiscopale et seize petites communes des environs, dont deux (Chamant et Rully) possèdent deux églises, et un village (Villeneuve-sur-Verberie) en compte même trois. Les messes dominicales sont célébrées en l'église Saint-Rémy le premier dimanche du mois à 11 h 15, à de rares exceptions près.

## Description

### Aperçu général

Plan de l'église.

À peu près régulièrement orientée, avec une légère déviation de l'axe vers le sud-est du côté du chevet, l'église répond à un plan cruciforme simple et se compose d'un porche moderne ; d'une nef non voûtée de deux travées, suivie de la première travée de l'ancien chœur des années 1160, qui est voûtée d'ogives ; d'un transept ; et d'une abside à pans coupés. Ces dernières parties sont également voûtées d'ogives. La sacristie occupe l'angle entre la travée voûtée de la nef et le croisillon nord. Une tourelle d'escalier se situe à gauche de la façade occidentale. Celle-ci est la seule élévation à posséder un pignon. Un pignon intermédiaire se situe entre la deuxième et la troisième travée de la nef, qui supporte par ailleurs le petit clocher en charpente, recouverte d'ardoise. Les croisillons et l'abside sont munis de toits à croupe. Le portail occidental constitue l'unique accès à l'église.

### Intérieur

#### Nef

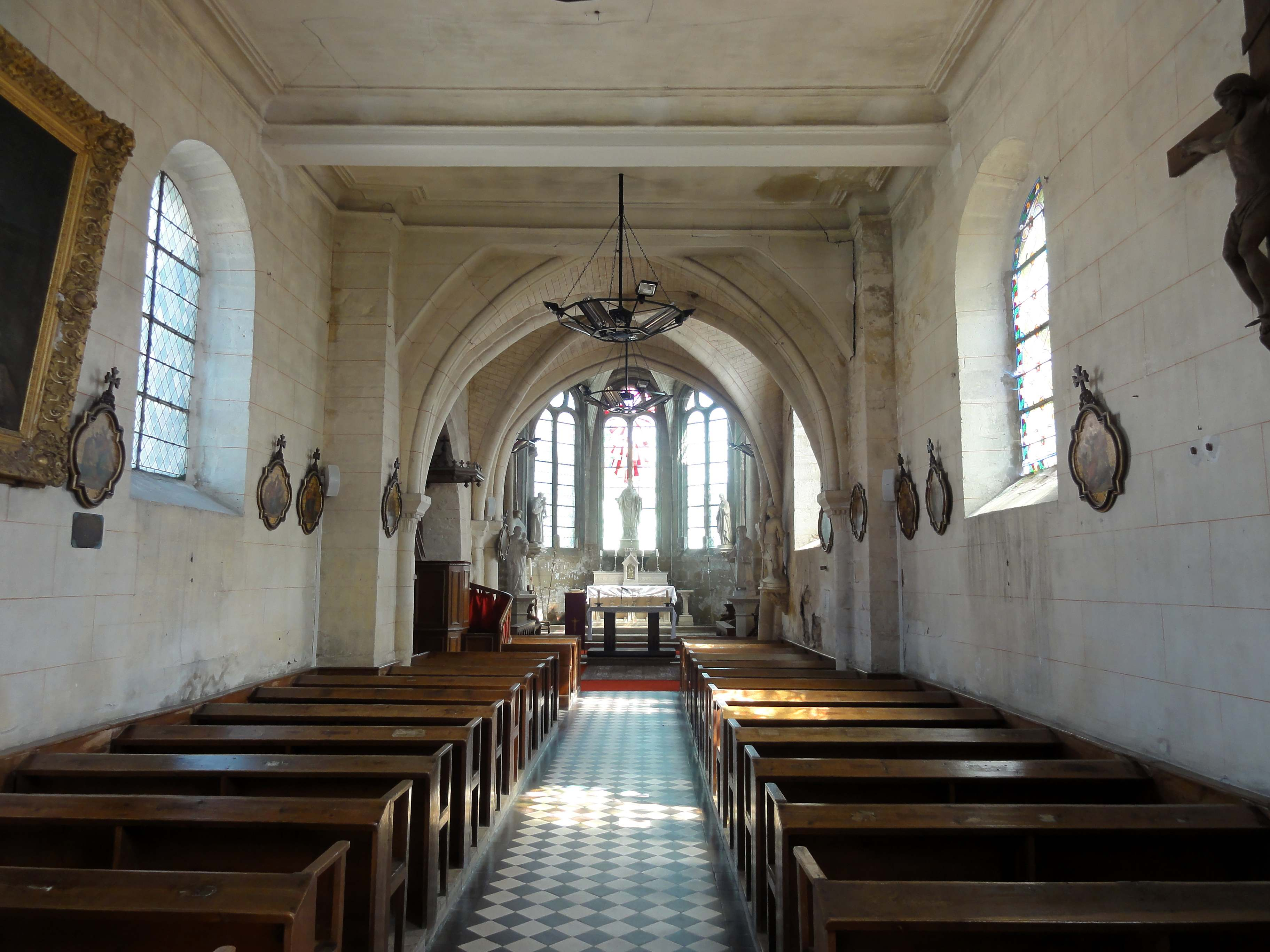
Nef, vue vers l'est.

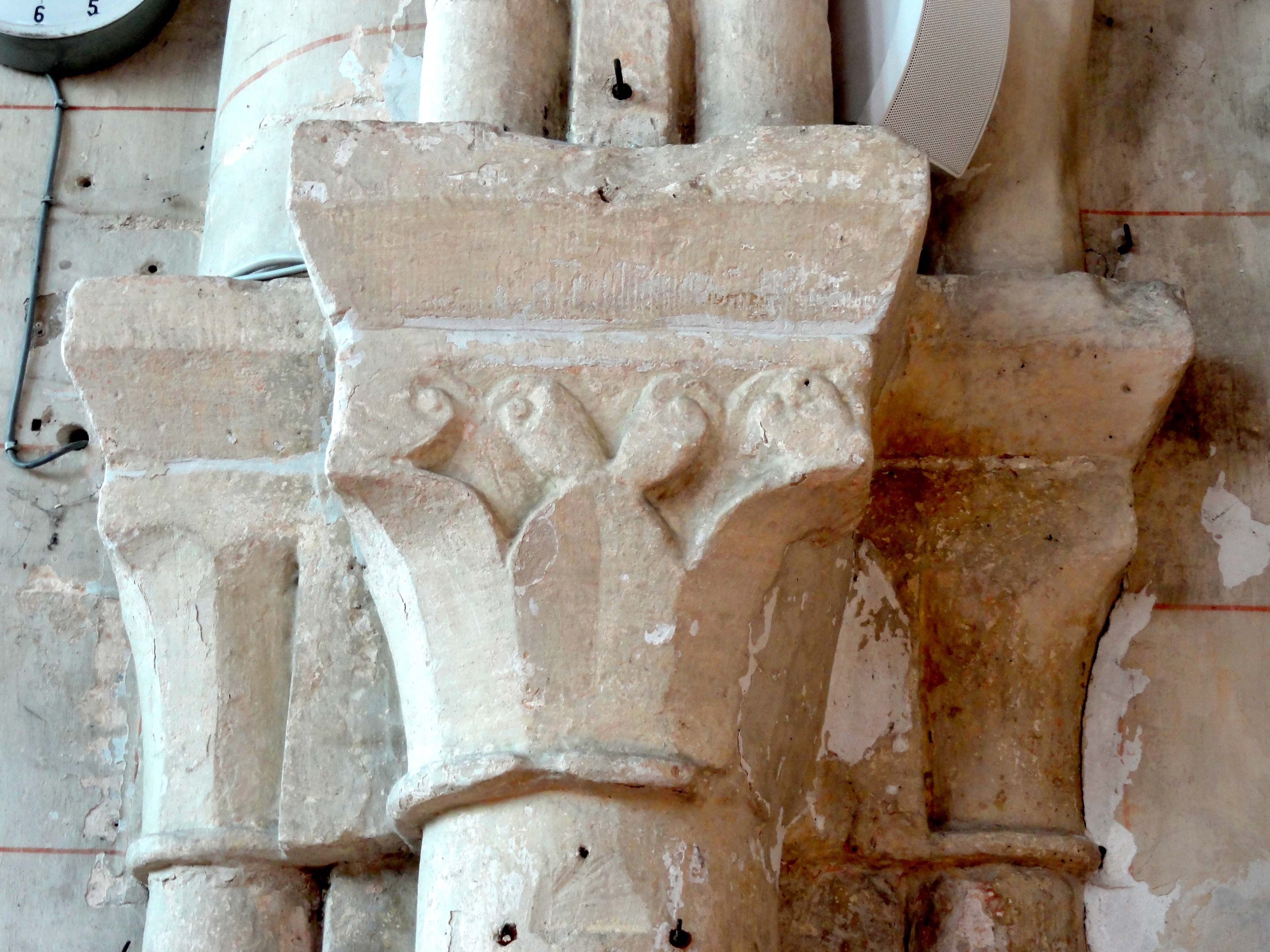
Doubleau oriental, chapiteaux côté sud.

Les deux premières travées de la nef constituent une simple salle rectangulaire, dont la décoration est inspirée de l'architecture néo-classique. La hauteur sous plafond ne dépasse guère les cinq mètres. Le plafond plat est consolidé par deux entraits de la charpente, et formé par trois grands panneaux entourés de moulures. Cette subdivision ne correspond donc pas au nombre de travées suggéré par les fenêtres, qui sont au nombre de deux de chaque côté, en plein cintre, à faible ébrasement et assez grandes. Les murs sont enduits et traités en faux-appareil. À l'est, les deux contreforts occidentaux de l'ancienne base du clocher font saillie dans la nef, dont les deux premières travées sont donc plus larges que le reste. Le pavage du sol en damier remplage le dallage d'anciennes pierres tombales, que Louis Graves note en 1841. Une tribune en bois, de style néo-gothique, occupe l'extrémité occidentale de la nef. L'on y accède par la tourelle d'escalier visible depuis l'extérieur, qui a donc la double mission de desservir la tribune et les combles.
La troisième travée, en l'occurrence l'ancienne base du clocher voûtée d'ogives, présente un certain intérêt archéologique. Vers l'ouest et vers l'est, la voûte est délimitée par des arc-doubleaux moulurés d'un filet entre deux tores, et d'un tore supplémentaire vers le transept, qui représente le rouleau supérieur. Il n'y a pas de formerets latéralement. Tous les arcs d'inscription sont en tiers-point. Les ogives sont profilées d'un gros tore dégagé d'un bandeau placé en arrière-plan. La clé de voûte, à environ six mètres du sol, n'est pas décorée : les ogives s'y croisent simplement. Les lignes faîtières sont horizontales, et non bombées, mais le caractère de la voûte est toutefois assez archaïque en raison du diamètre important de ses nervures. Les doubleaux et les ogives retombent, de chaque côté, sur les tailloirs d'un faisceau de deux ou trois colonnettes à chapiteaux. Les tailloirs, de facture rustique, sont au profil d'une plate-bande et d'un biseau. Les chapiteaux du doubleau occidental ont été retaillés, et présentent maintenant un rang de denticules et un rang de larges cannelures alternant avec des paires d'étroites cannelures, ce qui évoque vaguement des godrons. Ce remaniement est placé sous l'influence de la Renaissance. Les chapiteaux des ogives ont été arasés en dessous du rang de denticules. Les fûts correspondant au doubleau sont plus forts que les autres. Les chapiteaux du doubleau oriental sont bien conservés, mais l'on n'a pas hésité de les cacher derrière une station du chemin de croix au nord. La sculpture fait appel à des feuilles d'eau ou feuilles plates toutes simples, avec des volutes d'angle seulement esquissés. Le chapiteau médian du côté sud présente toutefois des enroulements plus complexes. Selon Dominique Vermand, ces chapiteaux renvoient à la cathédrale de Senlis (où ces chapiteaux simples sont réservés aux emplacements moins visibles, dont notamment les tribunes du chœur). En ce qui concerne les élévations latérales, la troisième travée est éclairée par une fenêtre analogue aux précédentes du côté sud, et communique avec la sacristie par une arcade en tiers-point non moulurée, mais simplement chanfreinée, au nord. L'arcade est fermée par une clôture en bois.

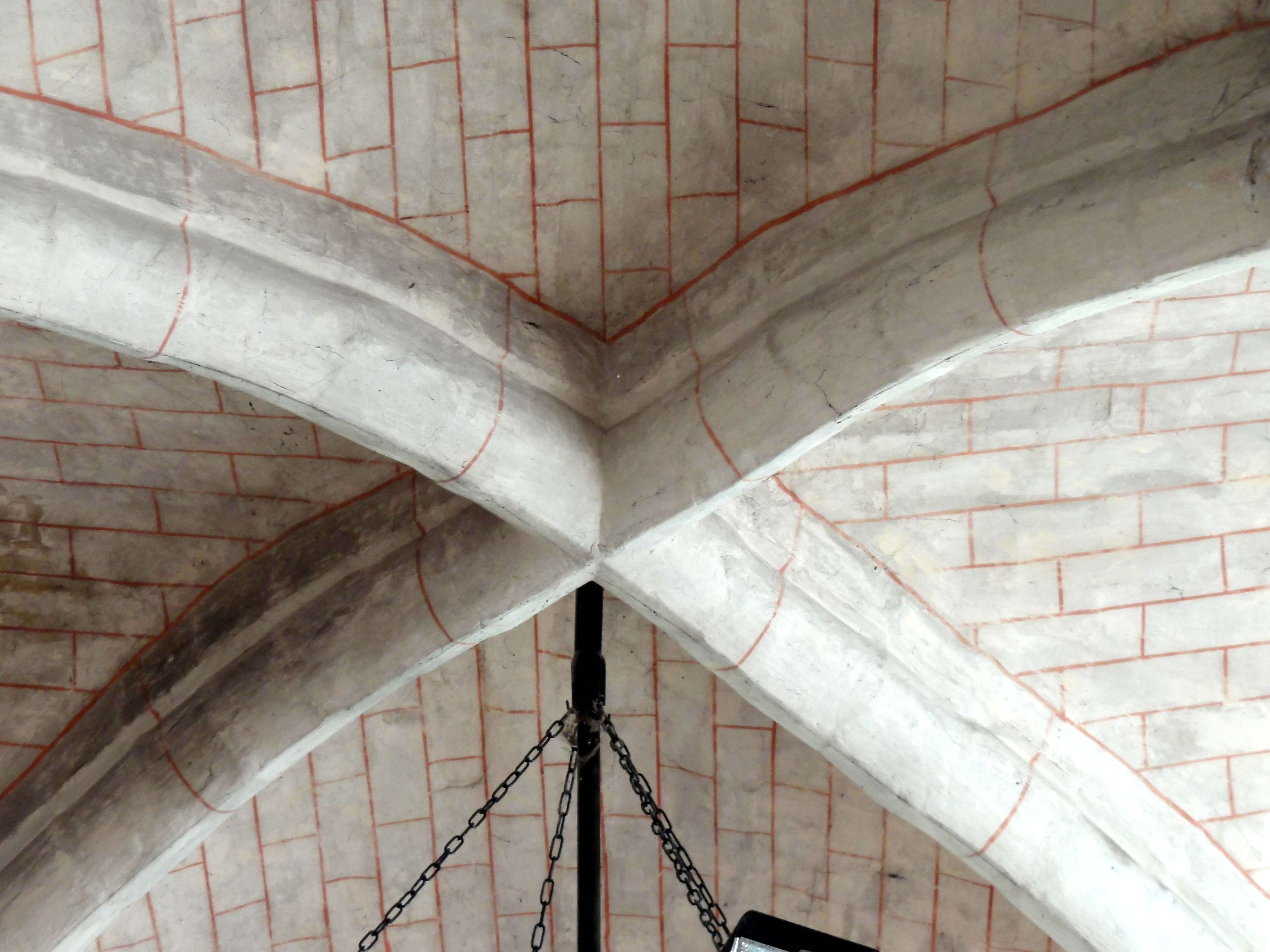
Sommet de la voûte.
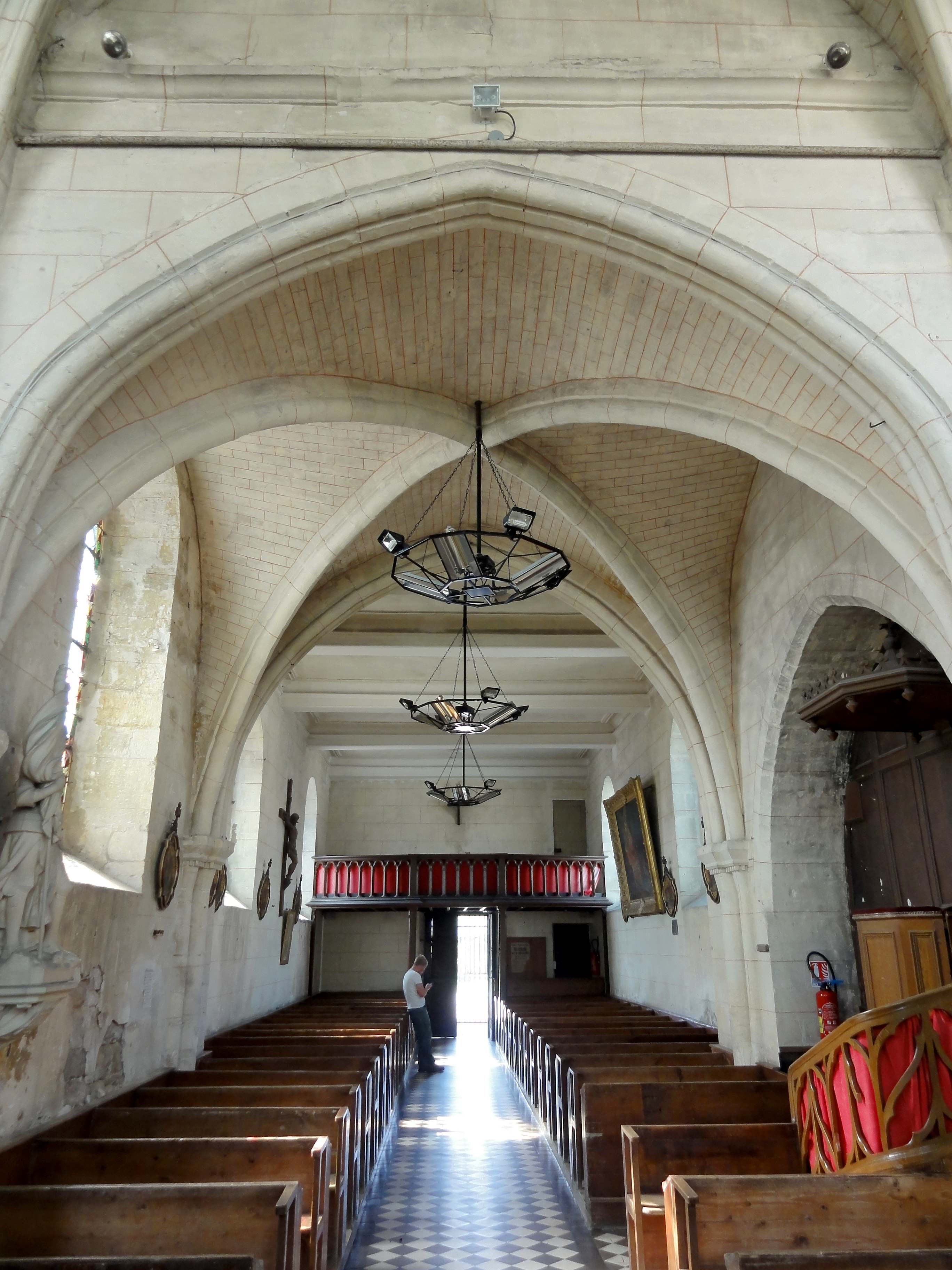
Vue depuis le transept.
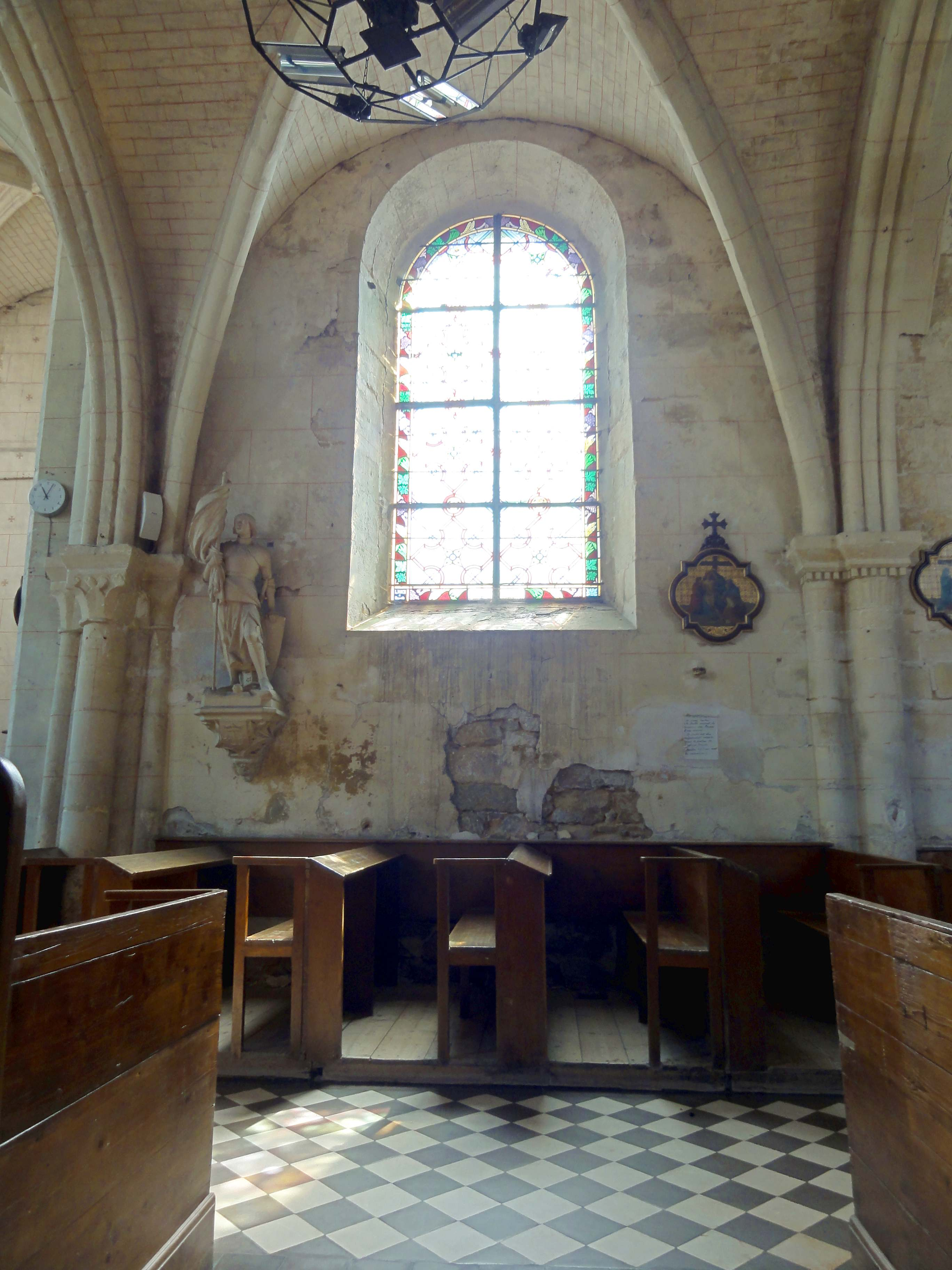
3e travée, côté sud.
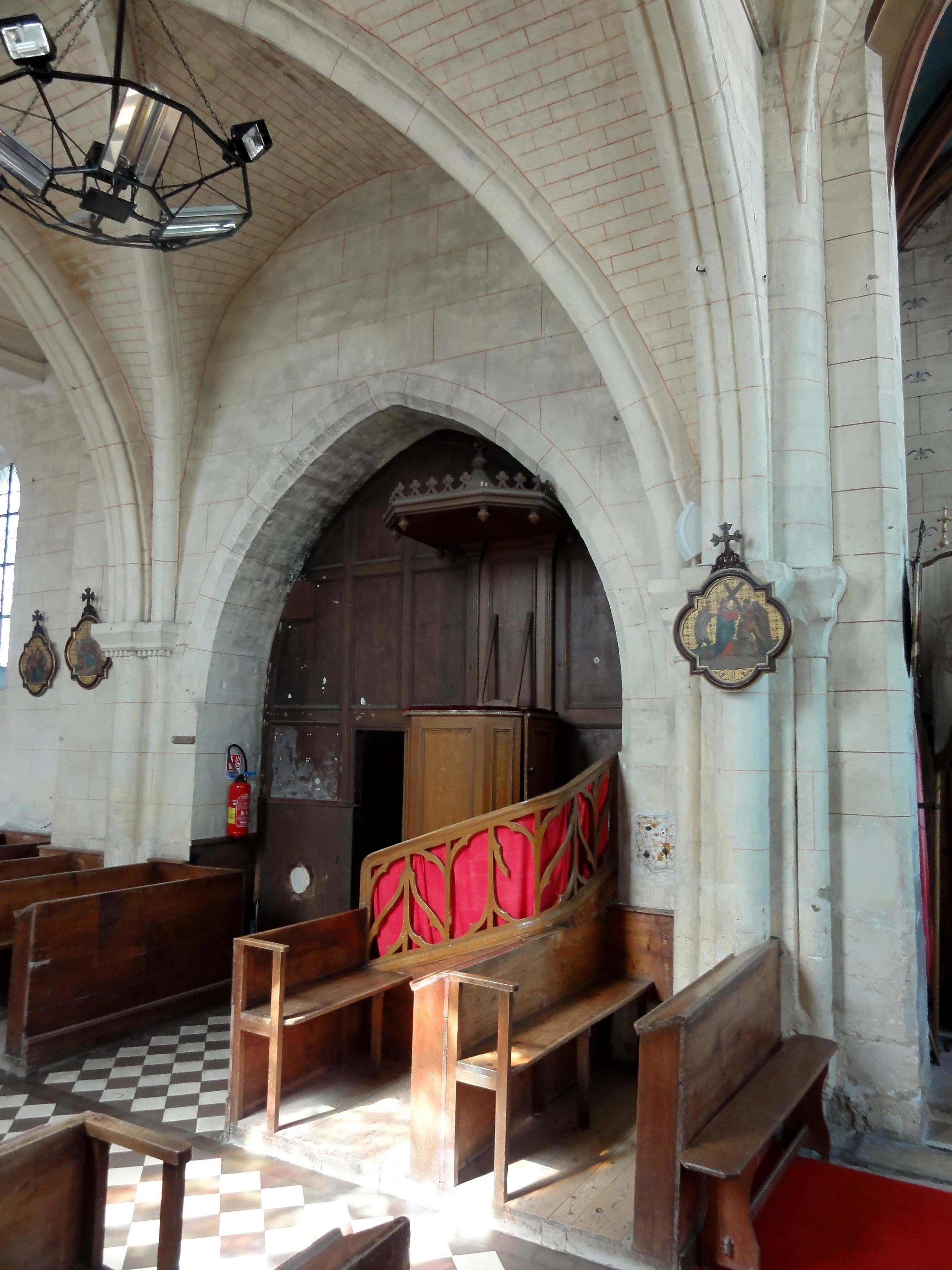
3e travée, côté nord.
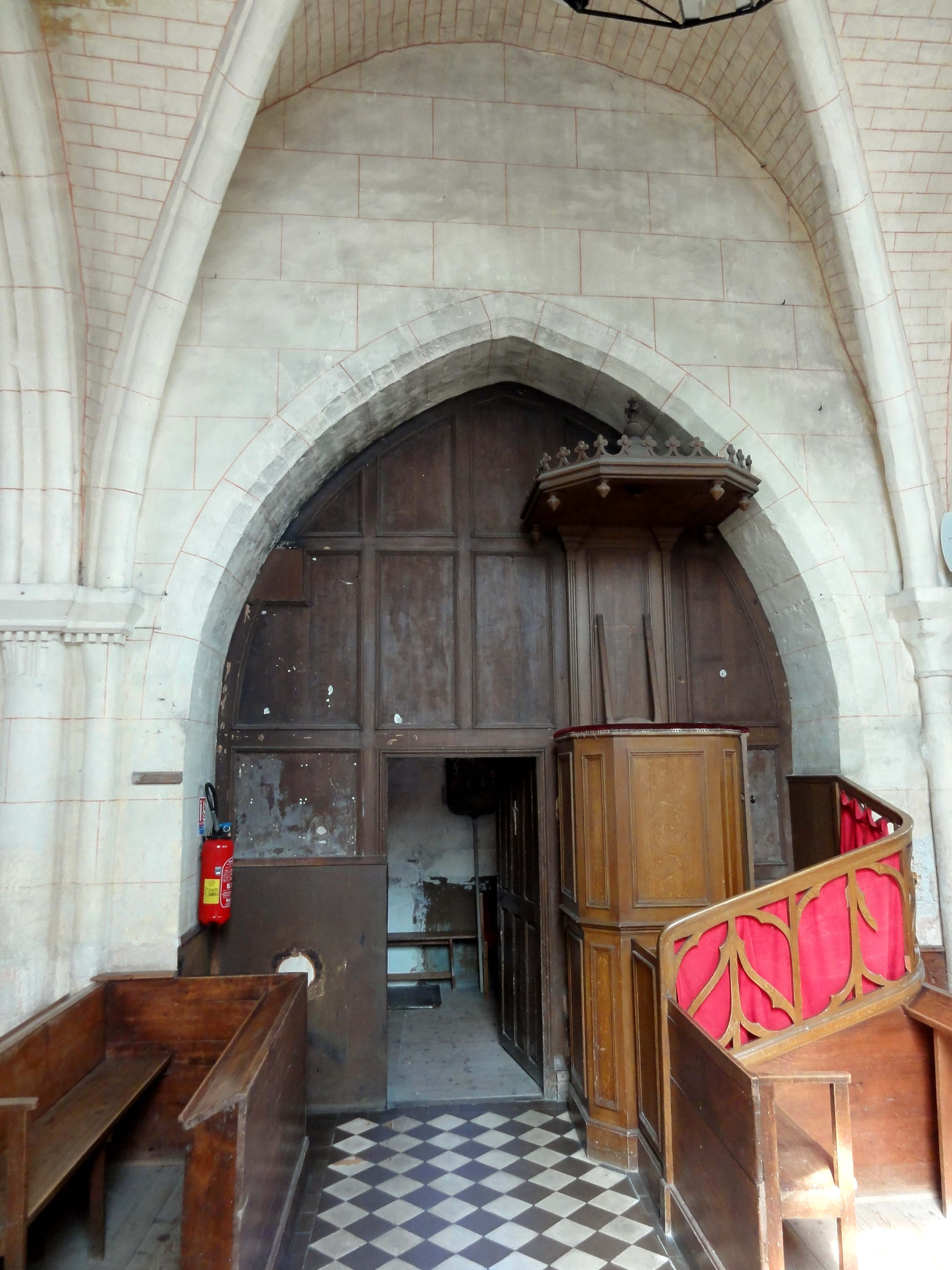
Arcade vers la sacristie.
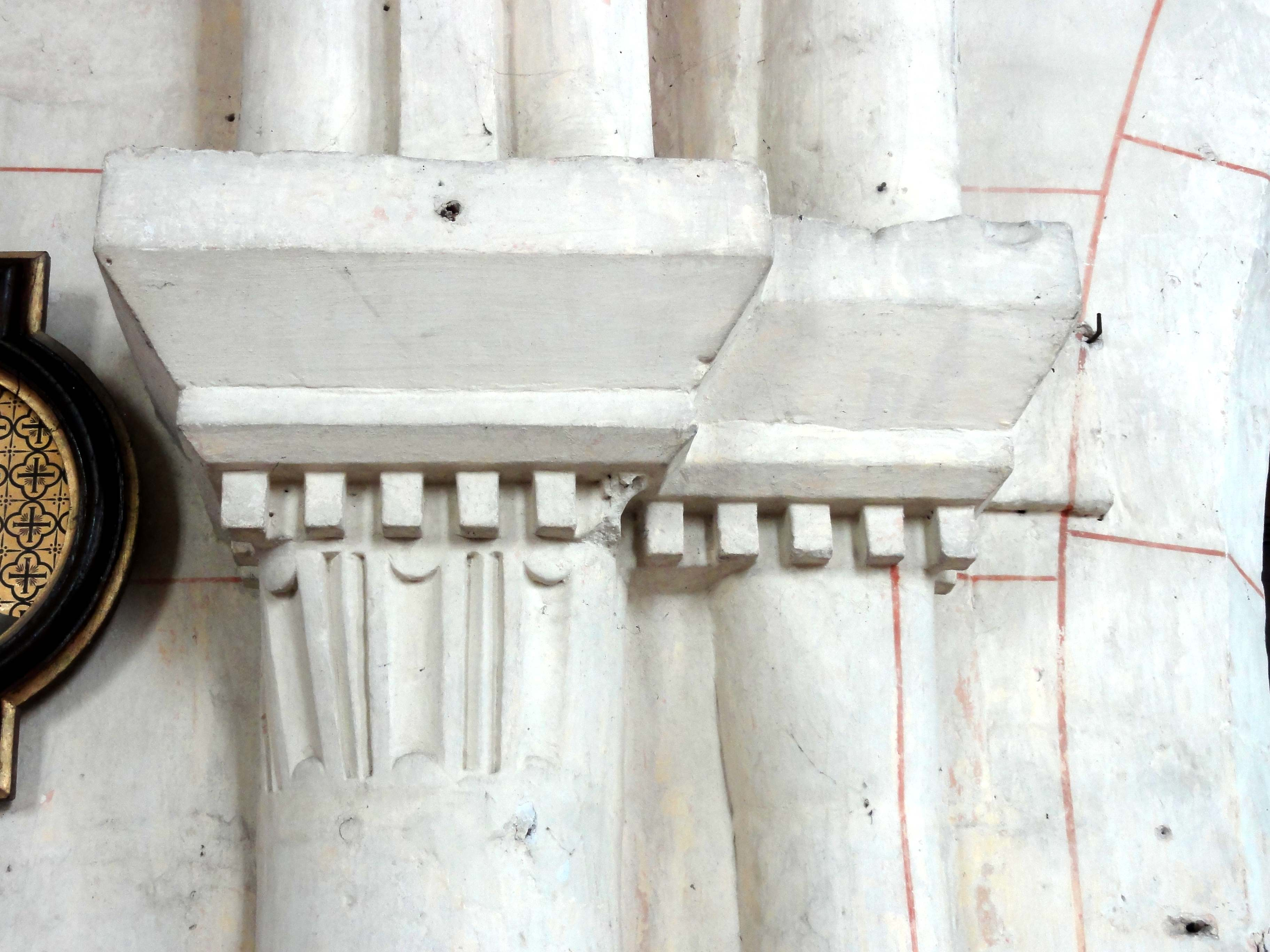
Chapiteaux remaniés.

#### Transept et abside

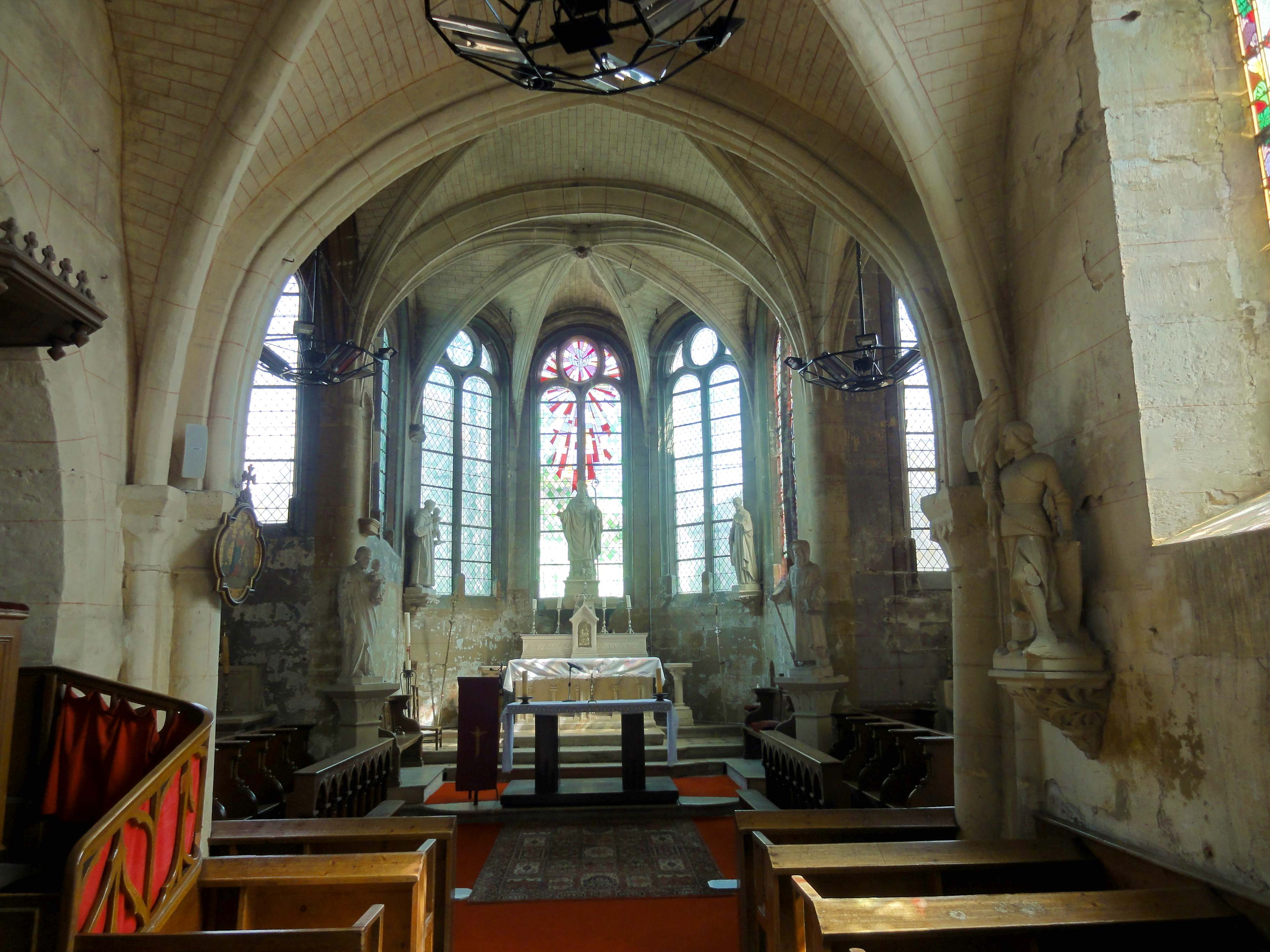
Vue depuis la nef.

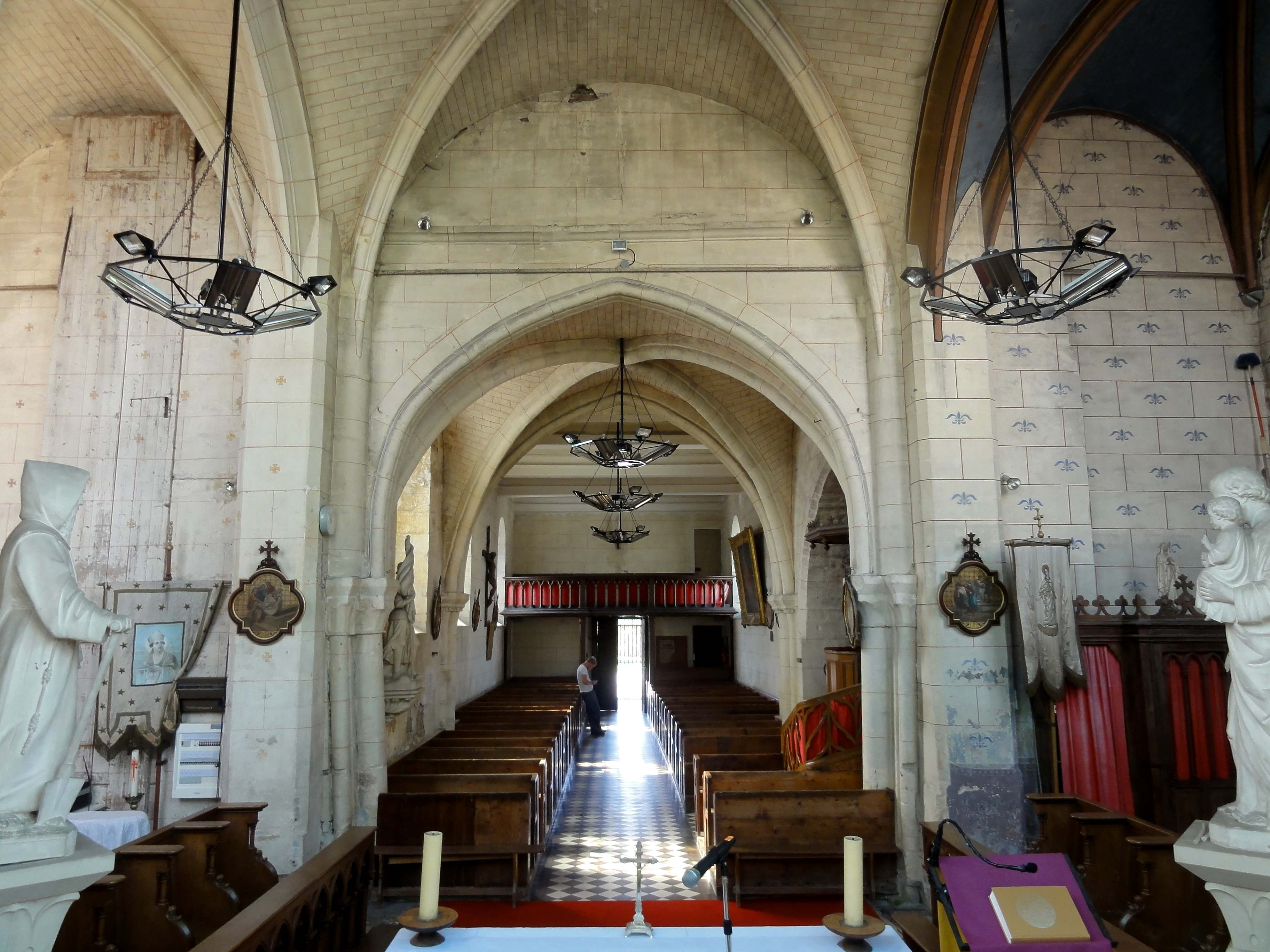
Croisée, vue vers l'ouest.

Sur son tableau de synthèse des églises des cantons de Chantilly et de Senlis, Dominique Vermand qualifie les parties orientales de témoignages très intéressants de l'architecture de la Renaissance. En effet, les églises rurales du XVIe siècle de la région n'ont généralement plus de transept, sauf notamment Armancourt, Baron, Chevrières et Saint-Sauveur ; ou le transept n'est pas débordant, et n'atteint pas la hauteur du vaisseau central, comme à Pont-Sainte-Maxence et Vineuil-Saint-Firmin ; à moins que le parti du chœur-halle ne soit retenu, comme à Boran-sur-Oise, Fleurines, Jaux et Orrouy. Barbery offre donc l'un des rares exemples d'un transept du XVIe siècle cohabitant avec une nef unique. L'architecture est surtout remarquable pour l'importance des surfaces vitrées à l'est. Au-dessus des allèges, les murs orientaux des croisillons et les cinq pans de l'abside sont presque entièrement occupées par les fenêtres, alors que la tendance générale de l'époque va vers des trumeaux plus larges qu'à la période rayonnante. Il est vrai aussi que les murs occidentaux des croisillons sont aveugles, et sans que l'on puisse deviner la cause, le mur méridional du croisillon sud est lui aussi dépourvu de fenêtres, alors que le mur septentrional, bien que jouxtant une maison voisine, est pourvue d'une fenêtre flamboyante. L'architecture elle-même n'a rien d'exceptionnel, et ne fait qu'adopter les dispositions courantes à l'époque de construction, si ce n'est le profil émoussé des nervures des voûtes, avec une fine baguette au milieu, ce qui évoque presque un pastiche de l'architecture du XIIIe siècle.
Pour venir à la configuration concrète des parties orientales, ses quatre travées sont toutes voûtées à la même hauteur. La croisée du transept est de plan barlong, et est donc plus large que profond. Les croisillons correspondent à la moitié du carré du transept, sans tenir compte de l'épaisseur des piliers. L'abside a, approximativement, la même profondeur que la croisée. Les voûtes sont en cintre surbaissé dans le sens longitudinal, et en arc brisé dans le sens transversal. Les ogives affectent un profil différent dans les croisillons que dans le vaisseau central. La clé de voûte de l'abside est la seule qui est décorée : elle arbore une tête d'angelot au-dessus d'un collier de plumes. Les trois doubleaux sont prismatiques, et présentent au milieu un étroit filet, ce qui concorde avec le style flamboyant. L'abside possède des formerets en plein cintre ; les croisillons en sont dépourvus. À l'ouest du carré du transept, les ogives pénètrent directement dans deux fûts cylindriques logés dans les angles des contreforts orientaux de l'ancienne base du clocher. Les nervures voisines se fondent dans ces contreforts. À l'entrée de l'abside, l'on s'est contenté d'arrondir les angles du mur, et renoncé à des piliers proprement dits. Dans les angles aux extrémités des croisillons, les ogives sont reçues sur des culots non sculptés, et entre les pans de l'abside, elles se fondent dans les murs. La fenêtre septentrionale du croisillon nord, plus petites que les autres, possède un remplage flamboyant de deux lancettes aux têtes trilobées, surmontées d'un soufflet entre deux mouchettes. Toutes les autres fenêtres sont en plein cintre, et leur réseau de deux formes en plein cintre surmontées d'un oculus est caractéristique de la Renaissance. Les bases des meneaux sont restées ébauchées. Le soubassement des trois baies du chevet est moins élevé. Comme particularités, l'on note une niche à statue en plein cintre, d'une grande simplicité, au nord de l'abside, et une piscine plus richement décorée dans le croisillon sud. Eugène Müller indique « les débris à peu près illisibles des pierres tombales de Nicolas Malice, curé de « céans (-1677) », de Michel Thibault, laboureur ».

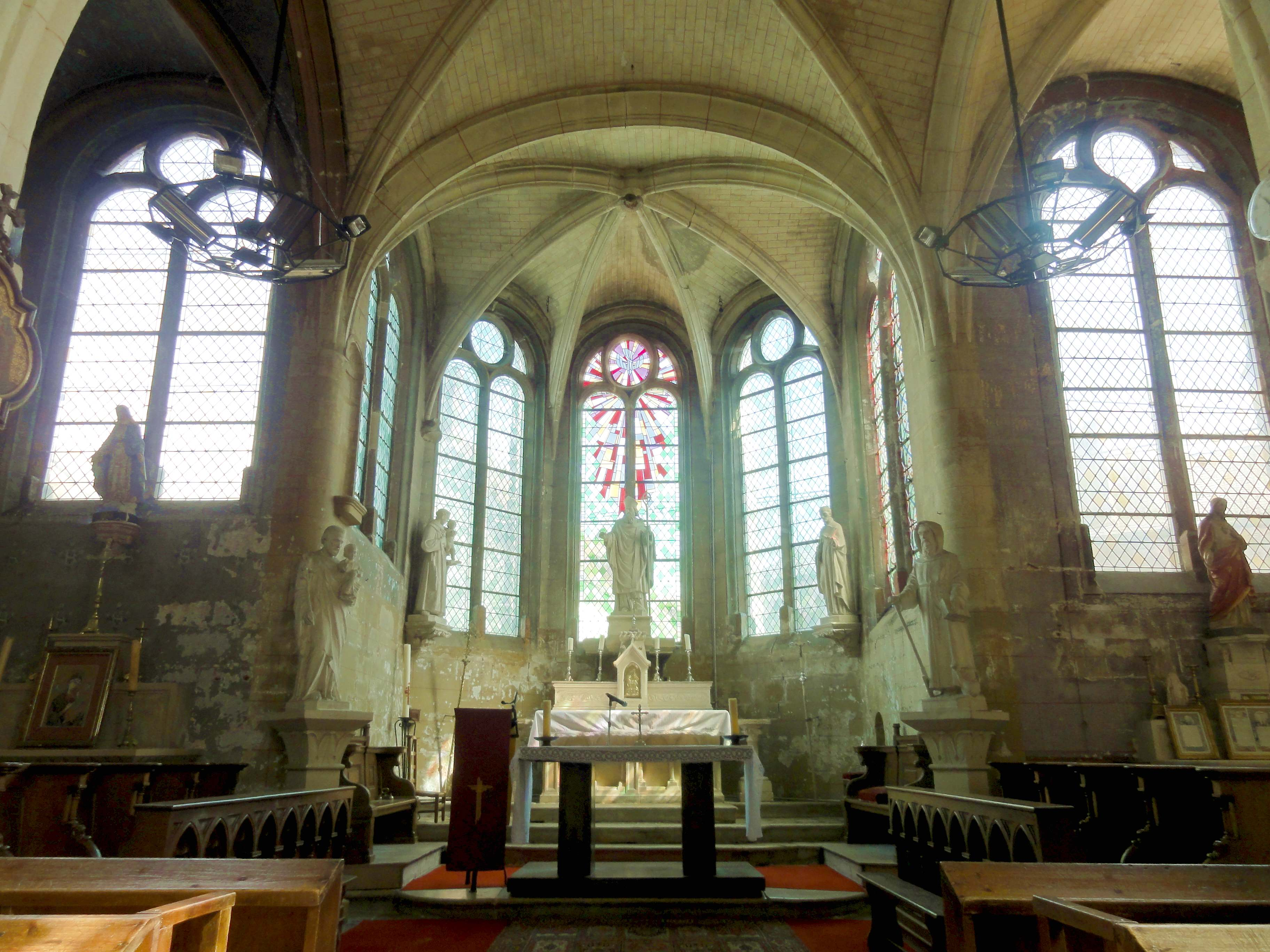
Croisée, vue vers l'est.
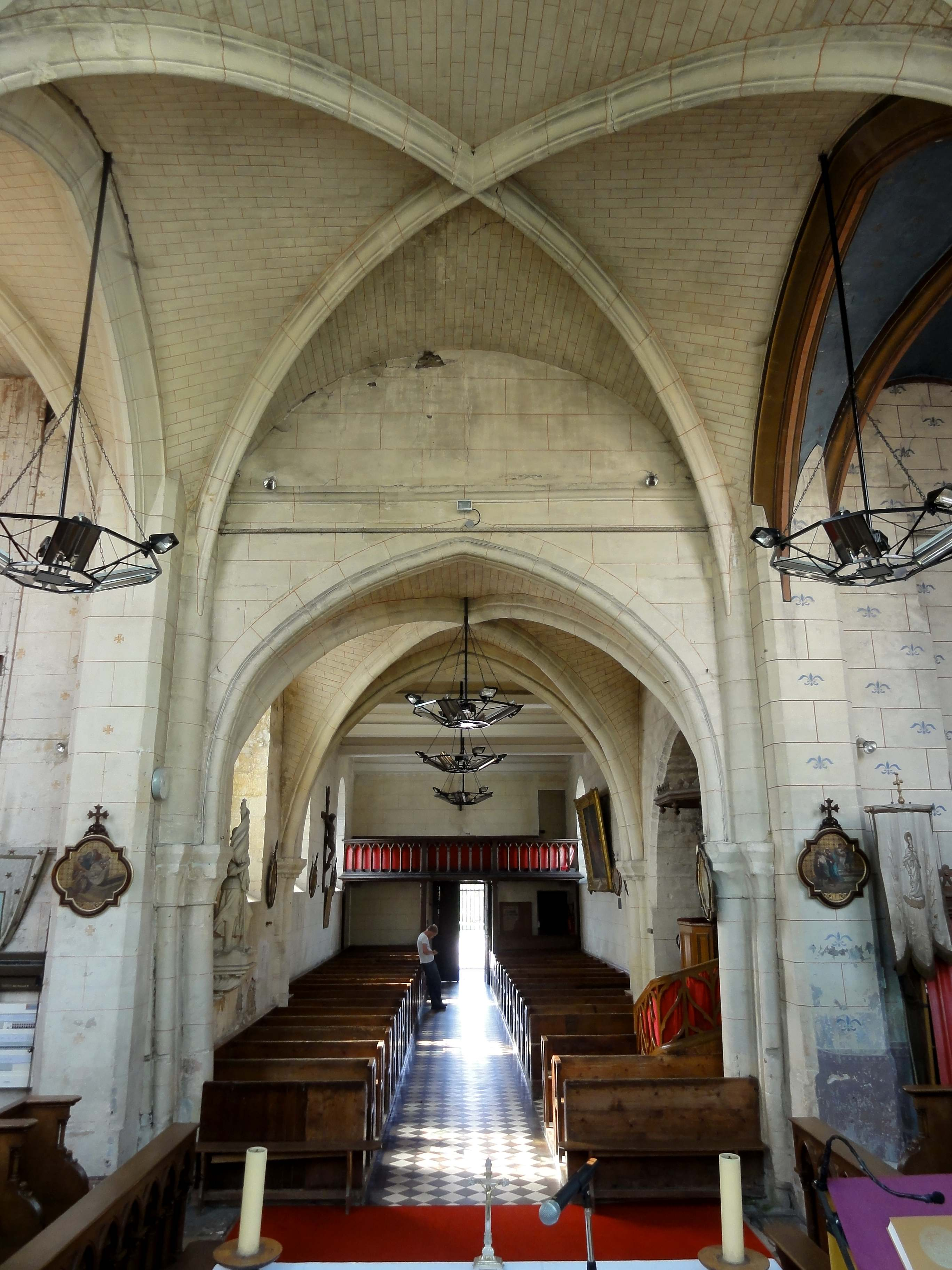
Croisée, vue vers l'ouest.
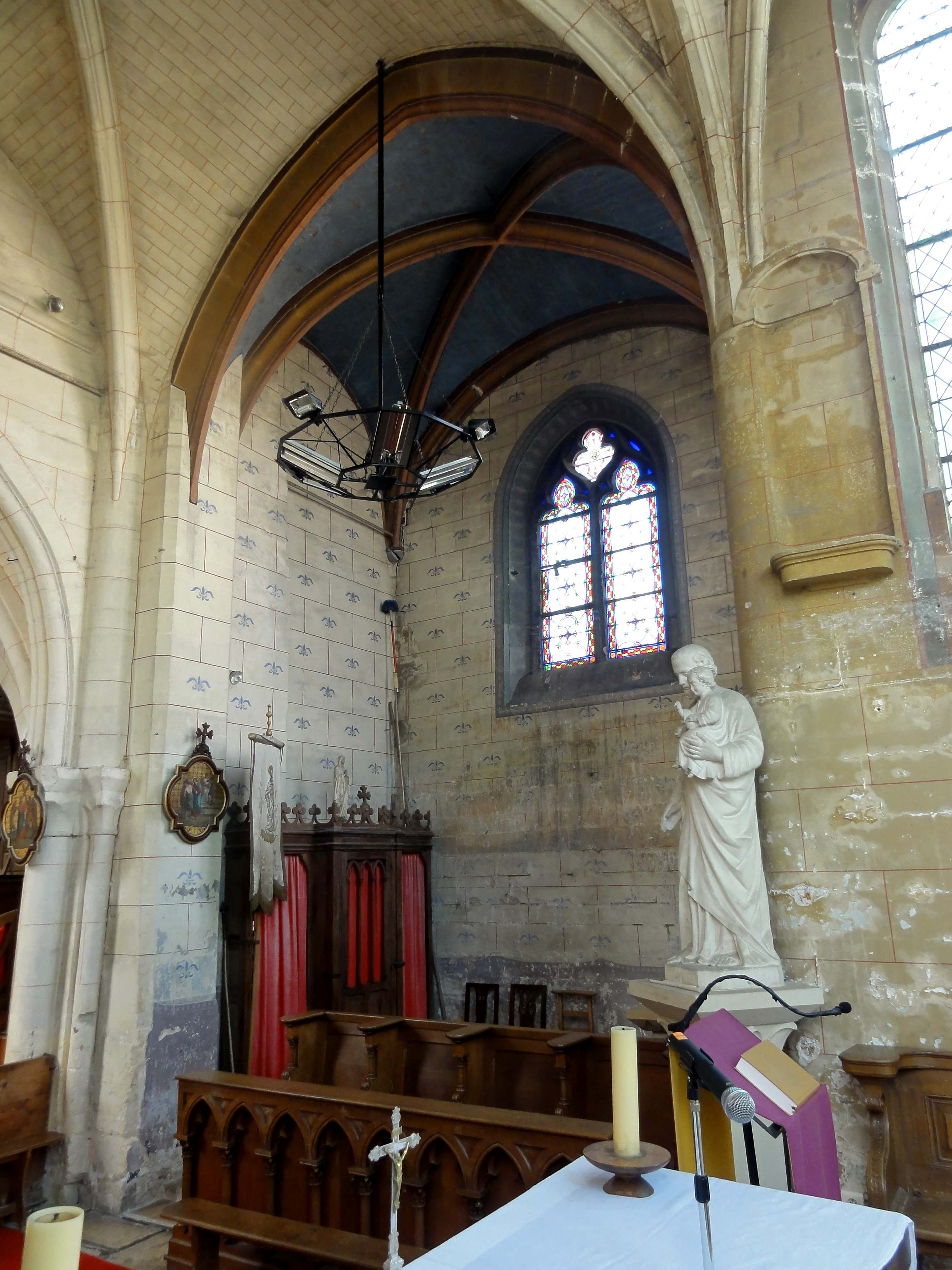
Croisillon nord.
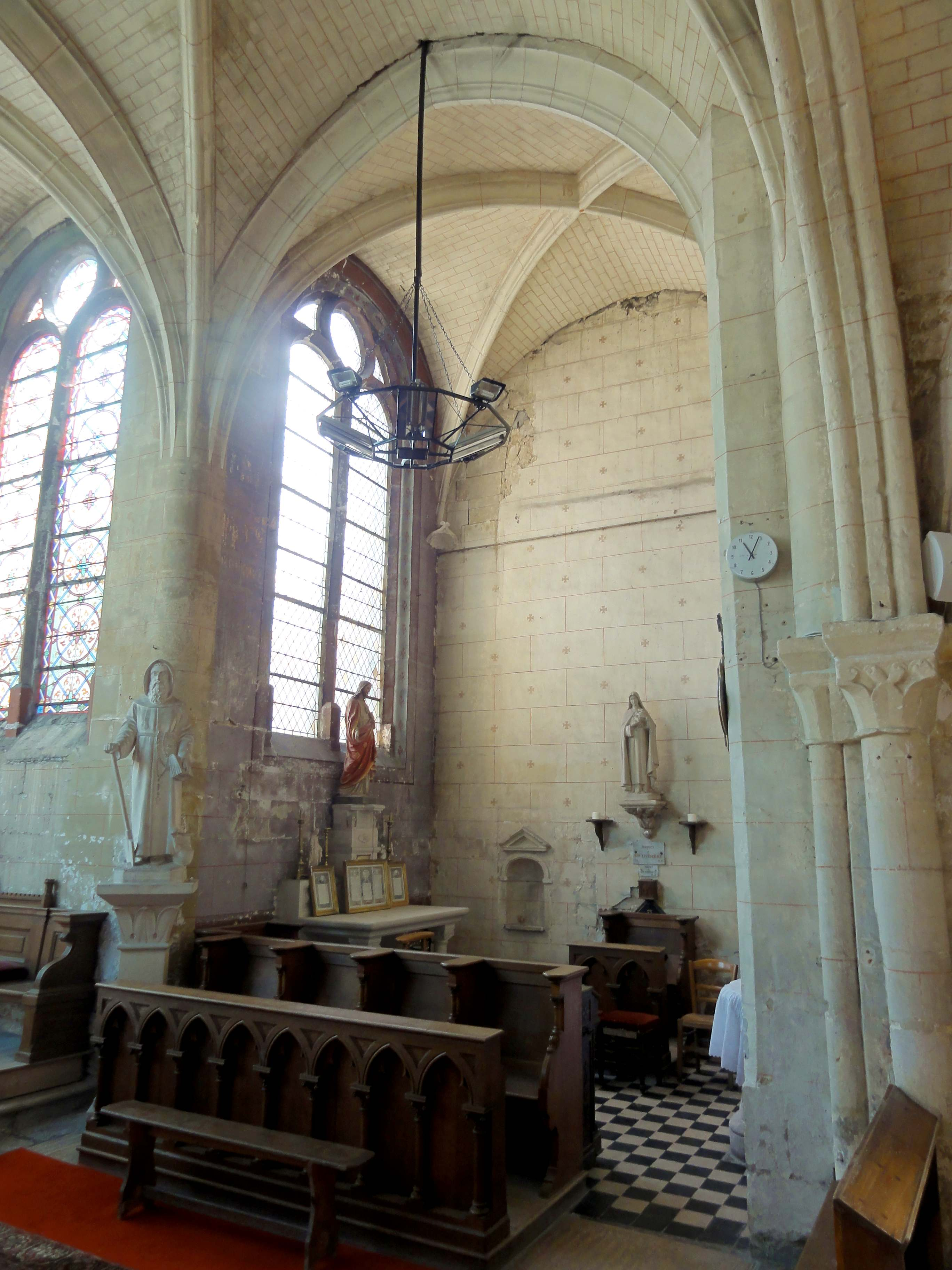
Croisillon sud.
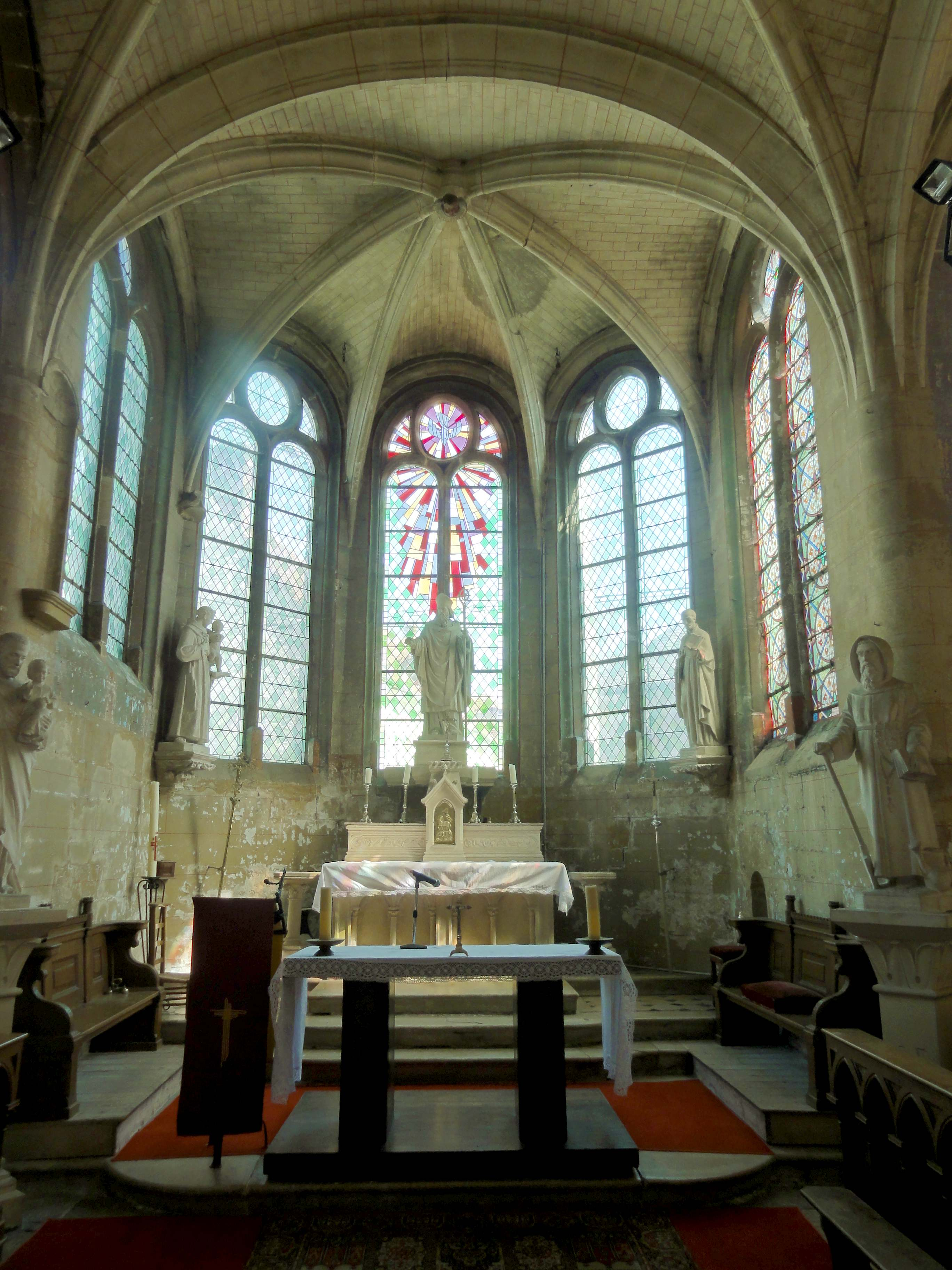
Abside.
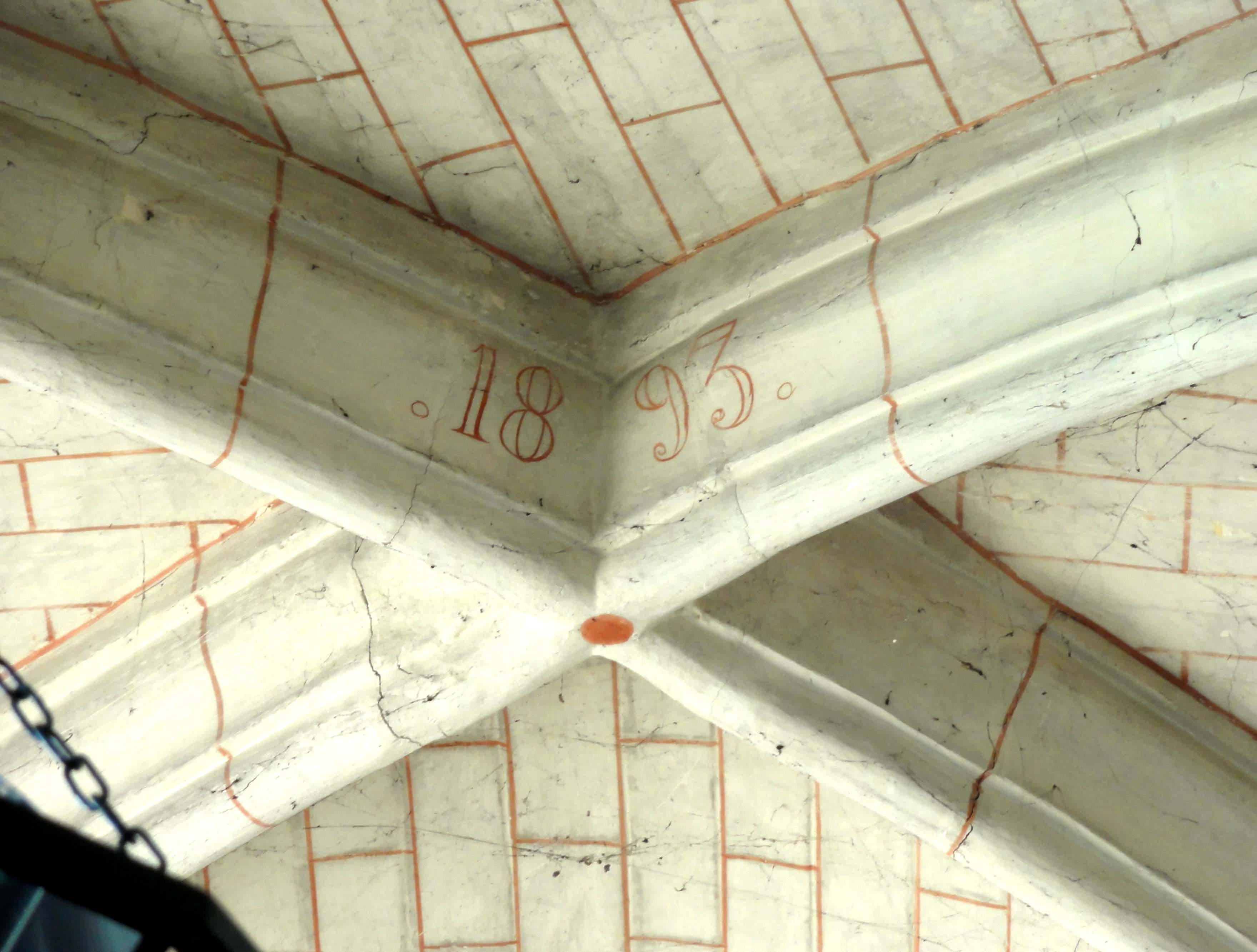
Croisillon sud, clé de voûte.

### Extérieur

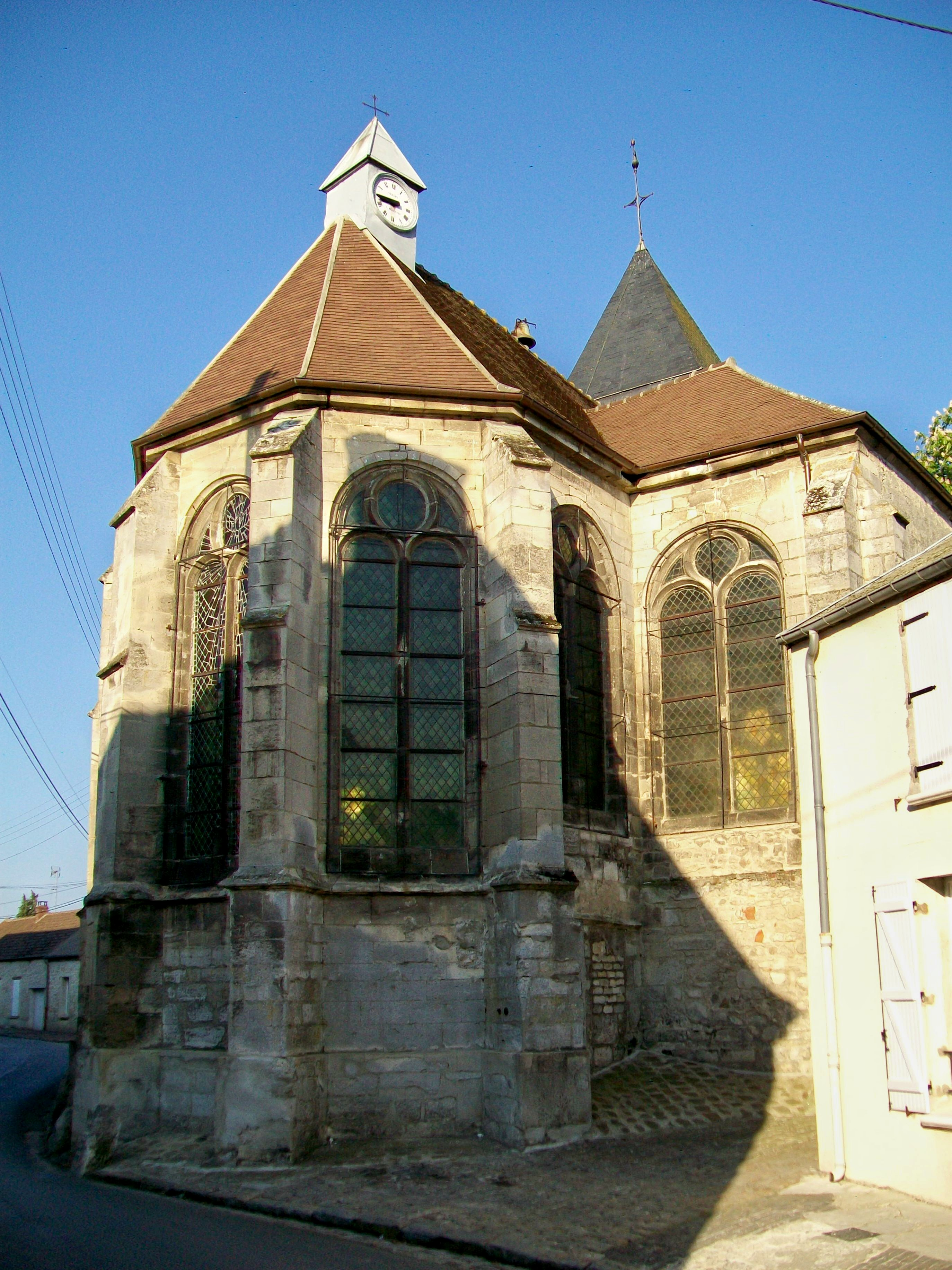
Abside et croisillon nord, vue depuis le nord-est.

L'église Saint-Rémy offre une silhouette particulière, qui exclut toute confusion avec les églises voisines, et indique une petite église rurale assez simple, mais d'une certaine complexité, et non dépourvu de détails soignés. Le chevet avec son abside largement vitré est d'un attrait particulier, et si ses fenêtres n'étaient pas en plein cintre, l'on pourrait croire qu'il remonte à la période gothique rayonnante, et que seul le remplage des fenêtres aurait été refait à la Renaissance. Les baies occupe tout l'espace disponible entre les contreforts. D'un type encore résolument gothique, ils sont scandés par deux larmiers, dont le premier fait le tour des parties orientales à la limite des allèges, et s'amortissent par un glacis formant larmier. L'abside est entièrement bâtie en pierre de taille, et après les premières assises, les murs se retraitent par un fruit. Les croisillons sont partiellement bâtis en moellons équarris, tandis que l'appareil des autres parties de l'église est constitué de moellons irréguliers noyés dans un mortier, sauf pour les premières assises et les contreforts. Il n'y a pas de corniche. Sur le mur méridional du croisillon sud, l'on distingue encore les contours d'une très large et haute fenêtre, qui, selon la hauteur de ses piédroits, devait être en cintre surbaissé. Les toitures sont couvertes de tuiles plates. Le toit de l'abside est coiffé d'un petit clocheton en bois, qui comporte des cadrans d'horloge au nord et au sud. Une clochette est située à l'air libre, au milieu de la ligne de faîte.
En approchant l'église depuis le sud, l'on est frappé par le mur aveugle du croisillon sud, et l'on note la différence de hauteur entre les deux premières travées de la nef, plus basses, et la troisième travée, avec les parties orientales. Le petit clocher en charpente, dont l'on ignore la date, est assis à cheval sur le toit de la troisième travée. Un abat-son fait largement saillie à l'ouest et à l'est, et deux au sud et au nord. Ici, la couverture est réalisée en ardoise. Les trois contreforts au sud de la nef et celui à droite de la façade datent du milieu du XIIe siècle, et sont « bien identifiables par leurs deux larmiers et leur plan carré », selon Dominique Vermand. Mais les deux contreforts au nord de la nef ne sont pas fondamentalement différents, et le même auteur dit que « ceux du sud ont été refaits au XVIe siècle ». Est-ce qu'il confond le nord et le sud ? L'angle nord-ouest de la nef est en tout cas englobé dans l'épaisse tourelle d'escalier, qui, avec le porche couvert d'une bâtière, et le toit en appentis de la sacristie au nord de la troisième travée de la nef, rend l'élévation occidentale dissymétrique et pittoresque. Elle est en même temps très rustique, sans marque particulière d'architecture religieuse, et sans aucun détail mouluré ou sculpté. Le pignon est percé d'une fenêtre rectangulaire pour l'aération des combles, et le portail est une simple porte en anse de panier à double vantail, dénuée de caractère.

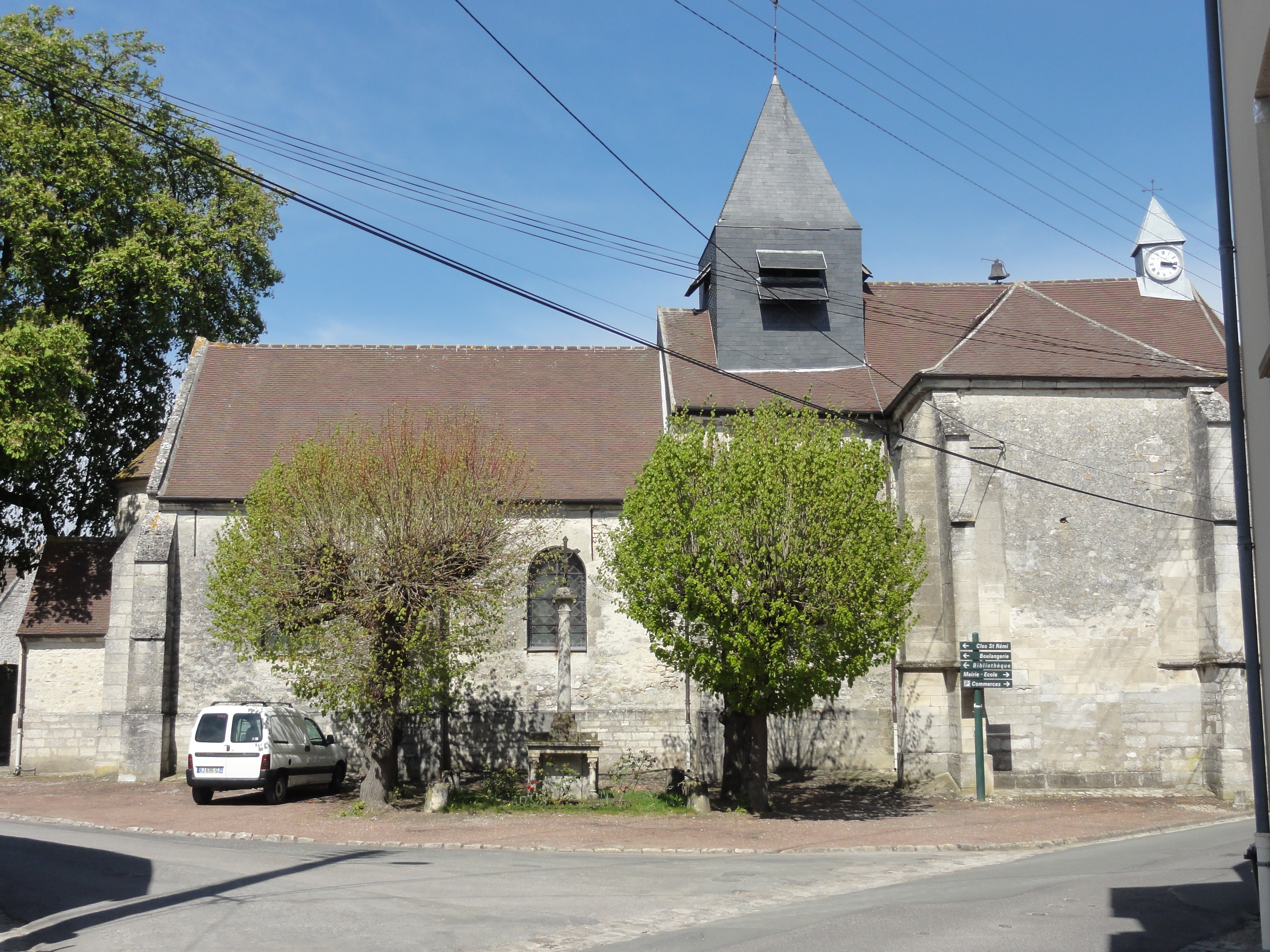
Vue depuis le sud.
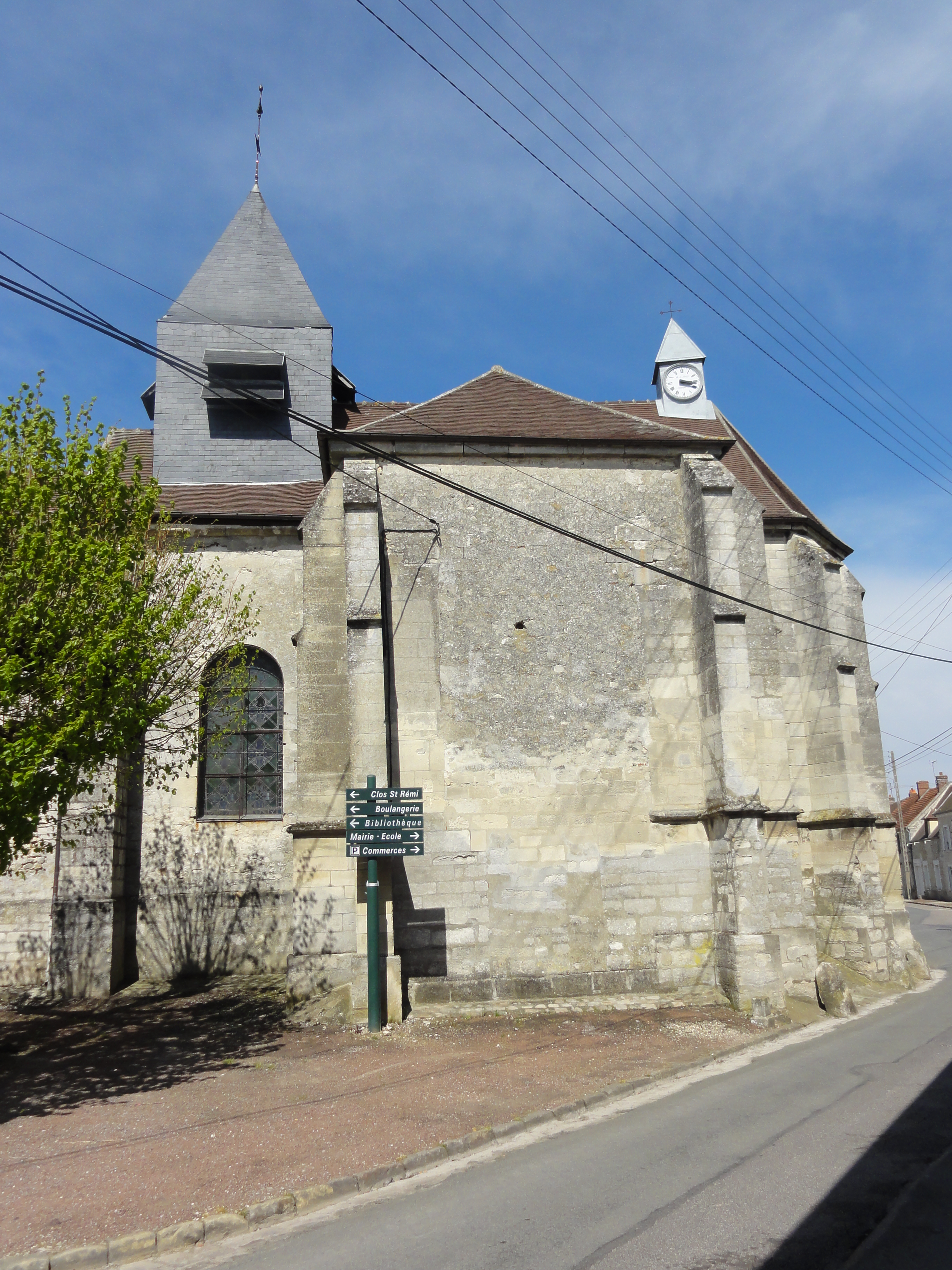
3e travée et croisillon sud.
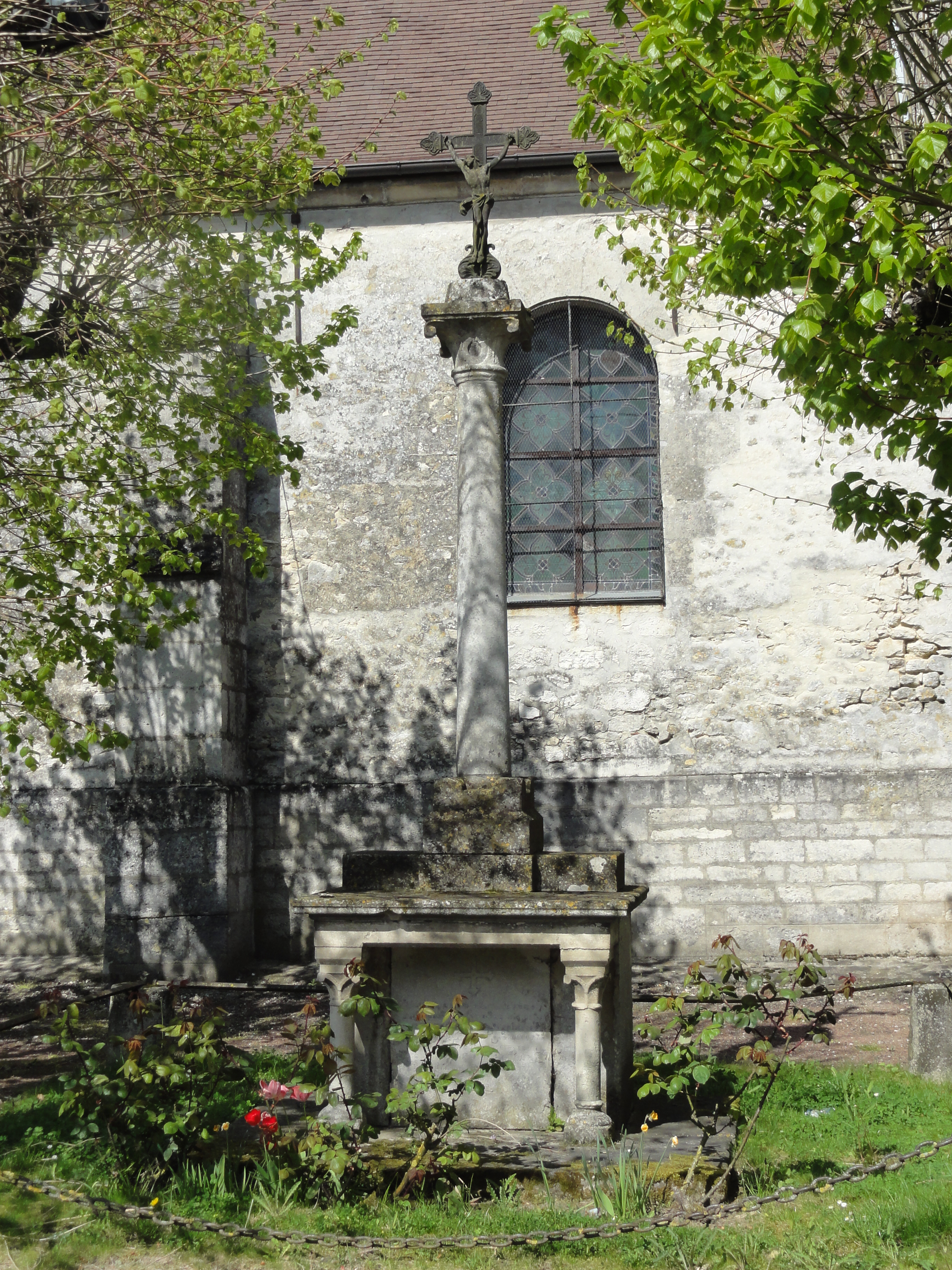
Croix hosannière.
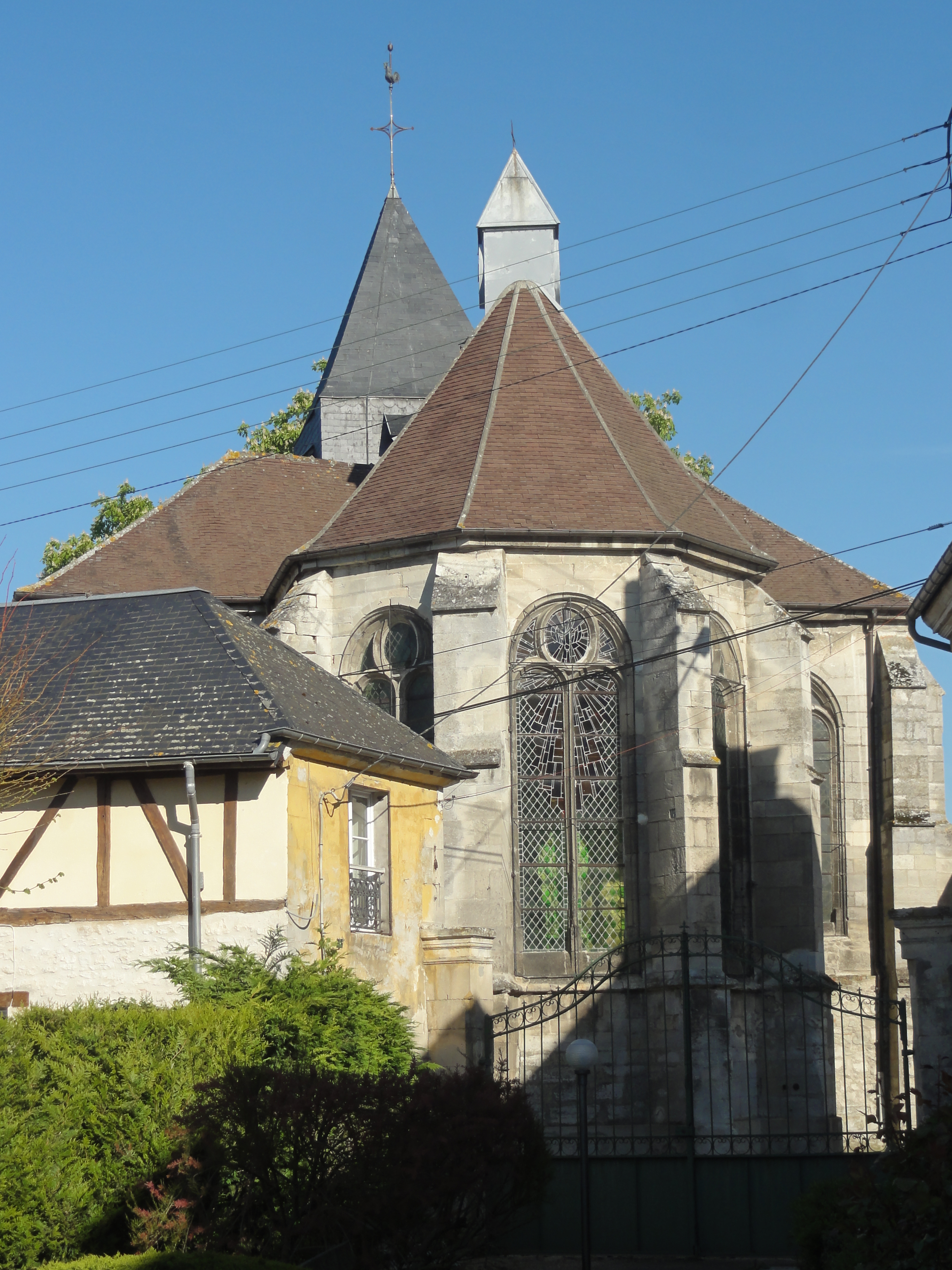
Vue depuis l'est.
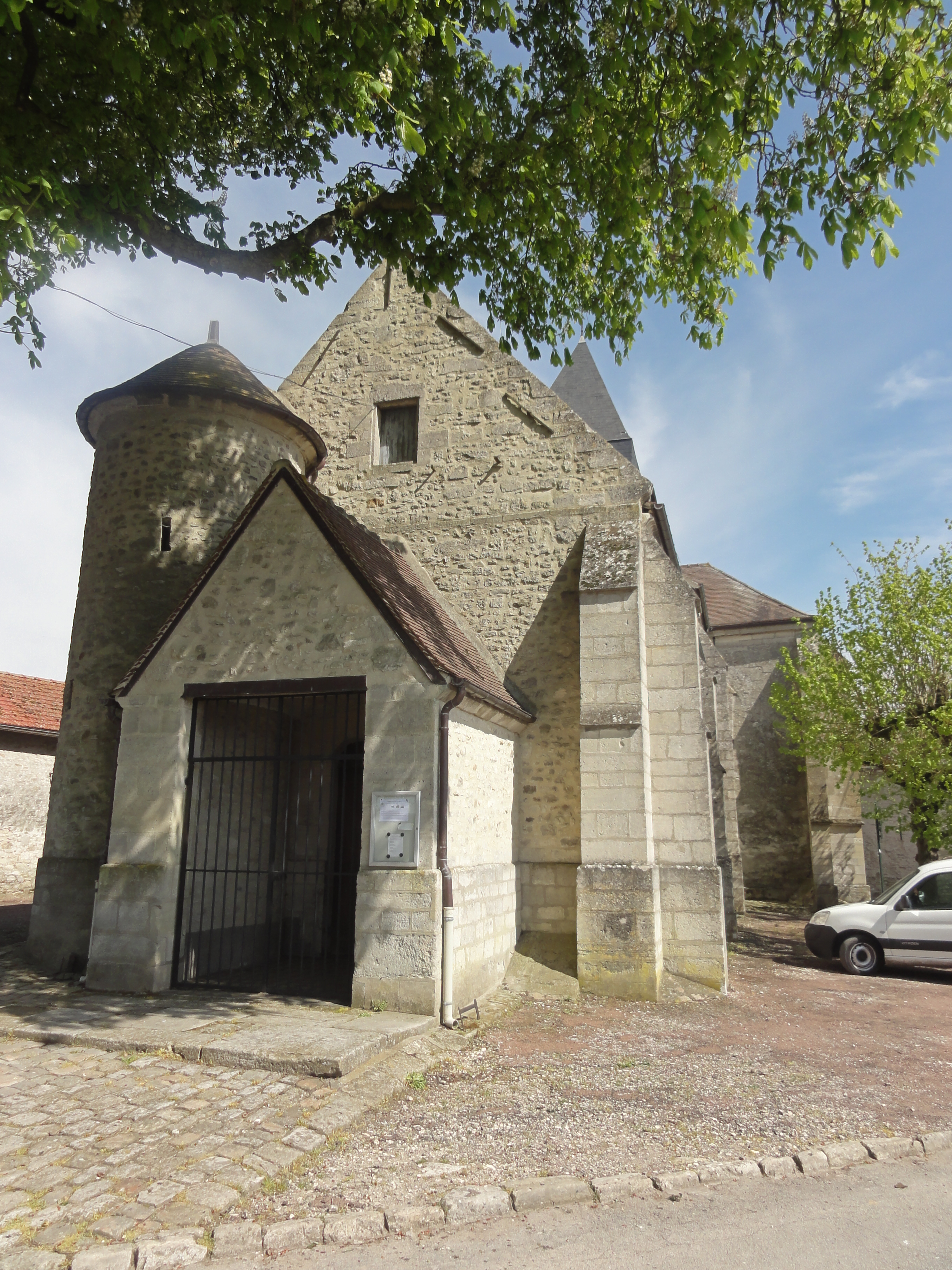
Façade occidentale.
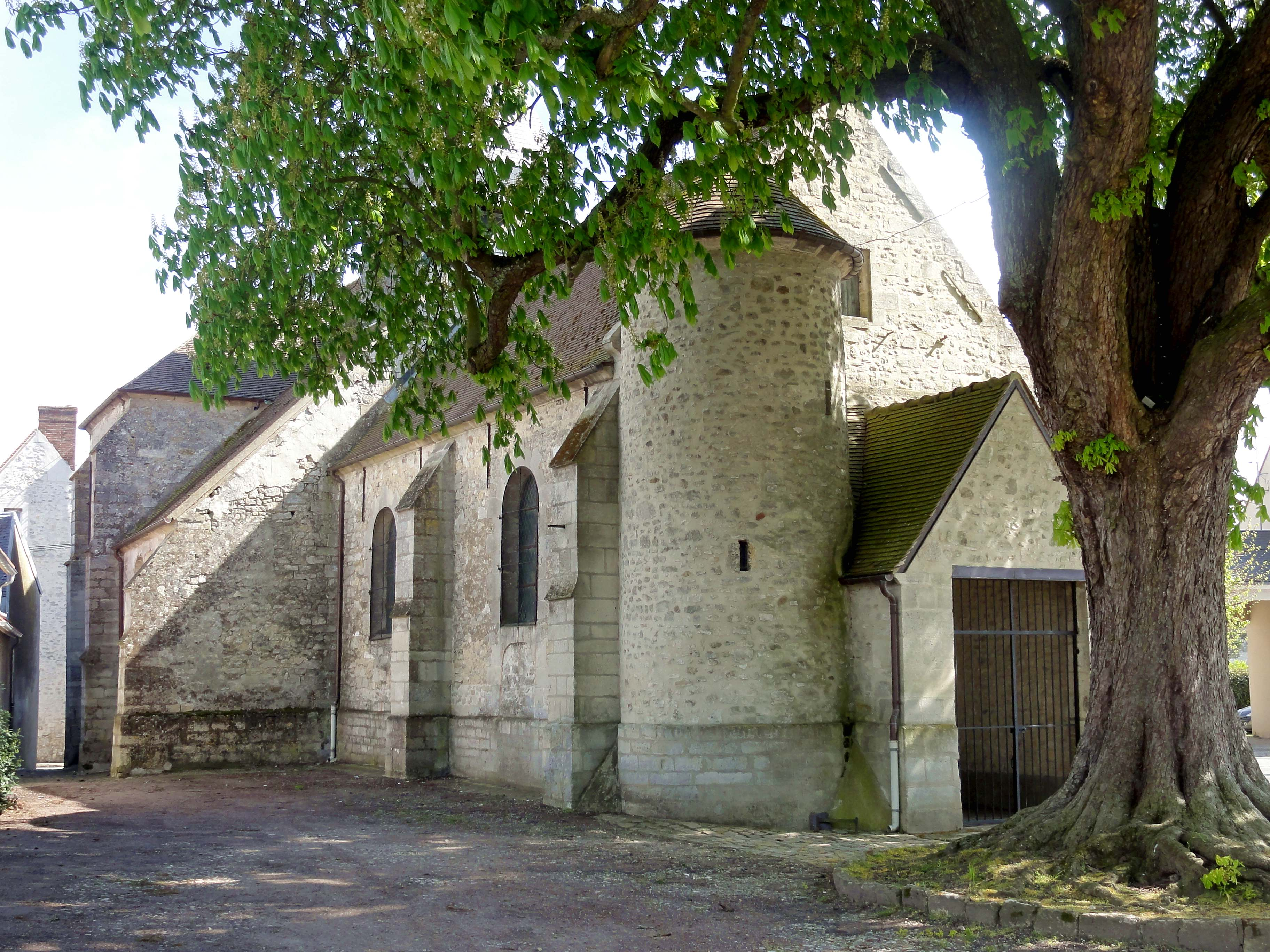
Vue depuis le nord-ouest.